# 香港國際機場一號客運大樓

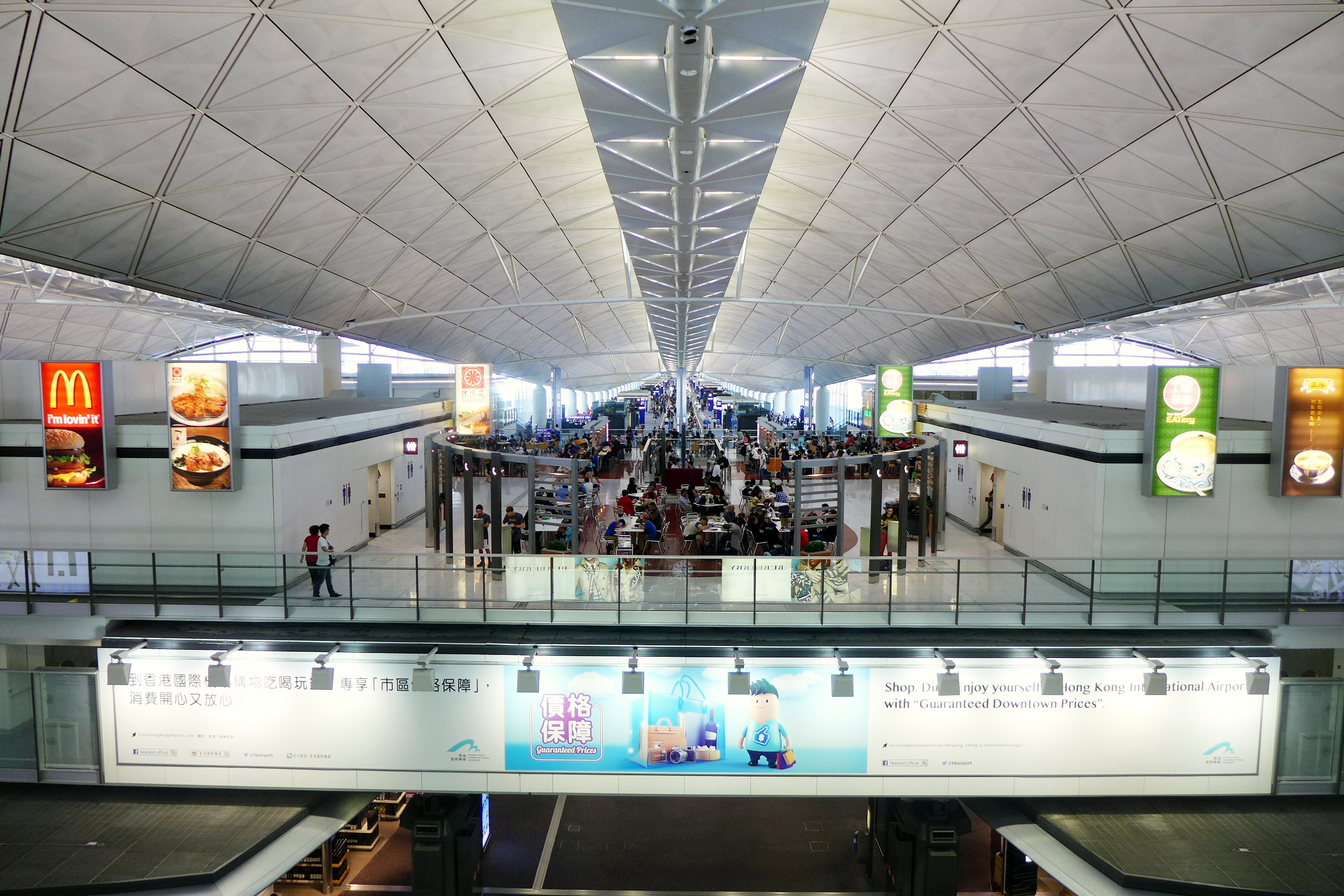
中央客運廊（2015年）

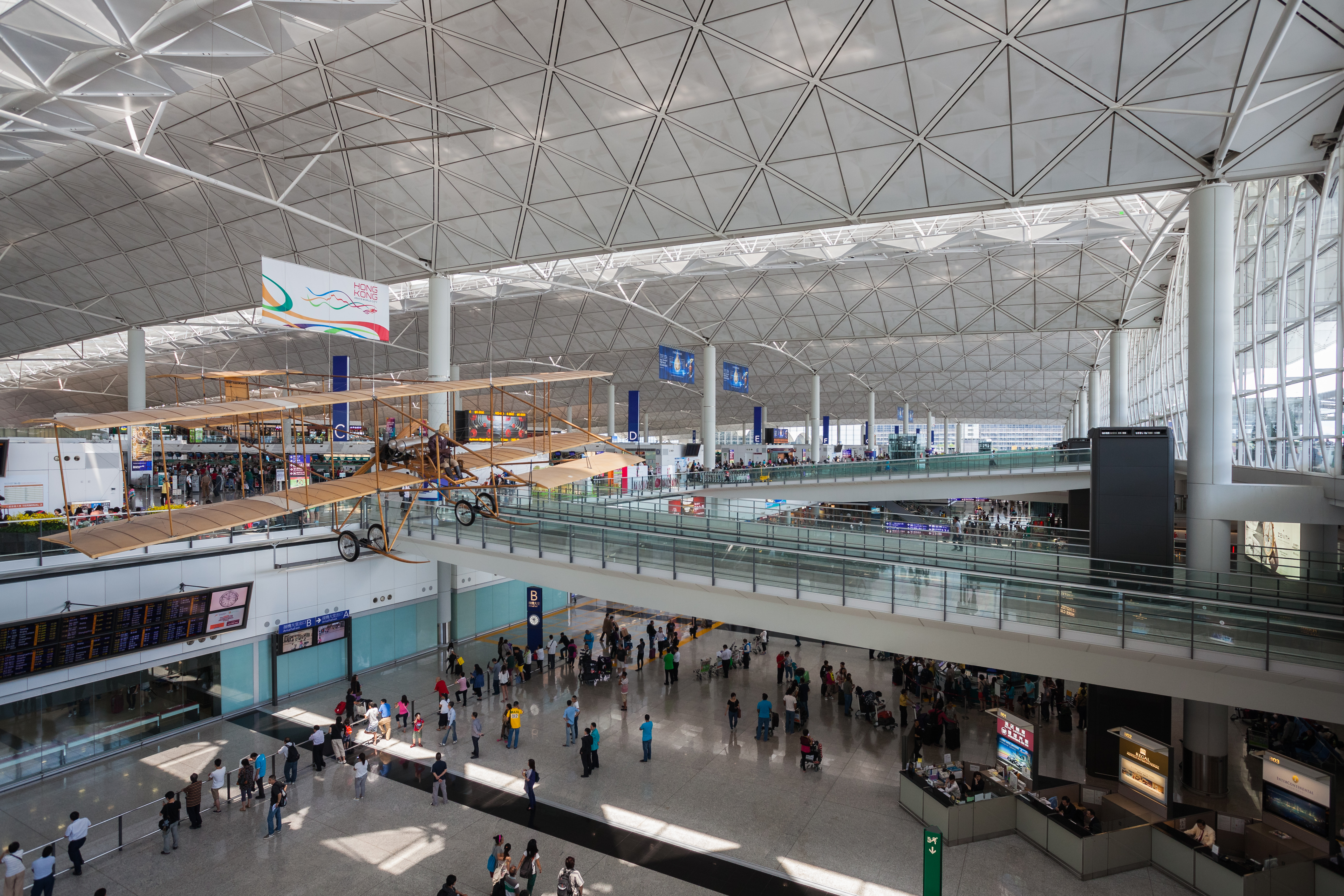
離港大堂（2013年）

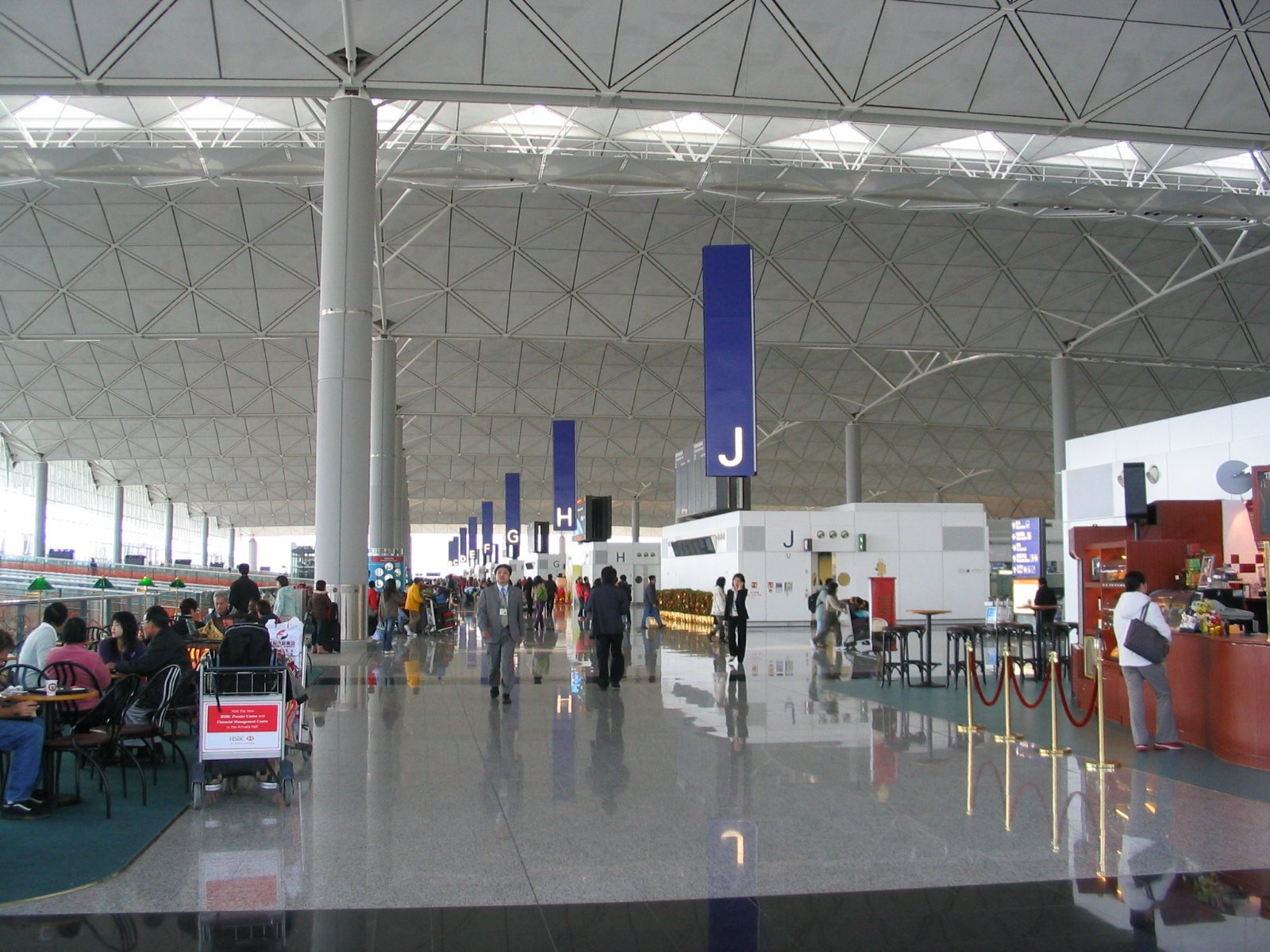
離港大堂的登機櫃位行段以「A - L」排列，而當中「H」與「J」之間則不設「I」，

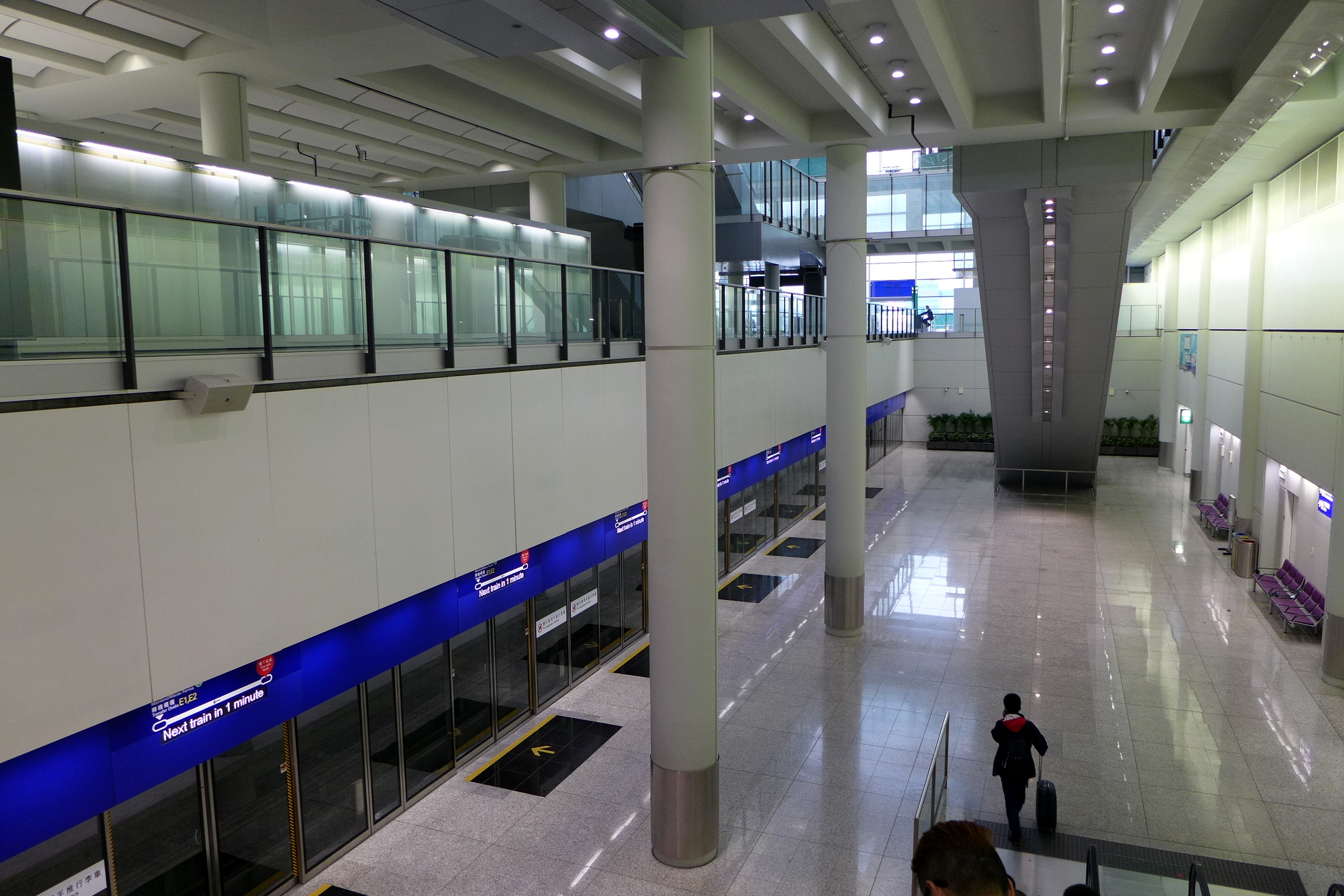
旅客捷運系統（2016年）

香港國際機場一號客運大樓為香港國際機場首座客運大樓，在1998年7月6日正式啟用，承建商是BCJ聯營公司（由英國的艾銘建築及保富集團、中國建築、以及日本的熊谷組及前田建設組成），造價逾101億港元。大樓佔地57萬平方米，曾經是世界上最大的機場航廈建築的世界紀錄保持者，有關紀錄於2008年被面積達98萬平方米的北京首都國際機場三號航站樓打破。大樓內設登機櫃位、接機區及香港機場購物廊。機場客運廊（即登機閘1-80及511-530）也位於一號客運大樓的建築內。
客運大樓由英國著名建築師霍朗明（诺曼·福斯特/Norman Foster）設計，有55,000平方米的玻璃幕牆及117,000平方米的地毯。客運大樓的設計靈感來自飛行概念，呈Y字型，盡量使乘客方便而設計，包括簡單清晰的指示牌、3公里長的自動行人扶手電梯、無人駕駛鐵路等，令旅客可快捷方便地穿梭整棟大樓。設計亦使旅客能使用最短的時間，可以利用不同的交通工具往返市區，因此除於大樓旁設有機場快綫外，也設有地面運輸中心，提供機場巴士服務、的士服務、酒店專車泊位等。一號客運大樓先後三次進行擴建，其中耗資達21億港元興建的西北客運廊於2000年1月20日啟用，由亞太土木工程及瑞安建築合組的聯營公司承建，而擴建後的東面大堂則於2004年落成，另外，因三跑道系統落成後需應付龐大的客運量，現有的設施已不足以應付未來的客運量，於2017年中動工的大樓北側擴建部份已於2019年11月29日啟用，一號客運大樓新增旅客登記行段L，新增48個登記櫃台；因第一代二號客運大樓關閉擴建，所有旅客均於同日起到本大樓辦理登記手續。
為配合香港法例，2007年起客運大樓非禁區部份已列為禁煙區。而客運大樓設有殘障人士輔助設施，亦達至國際標準。電訊盈科所提供的免費Wi-Fi覆蓋整座一號客運大樓，任何人士皆可免費使用。

## 設施

### 非禁區
- 3/F - 機場地面運輸中心（附有巴士總站、E線機場巴士（市區出發）、的士站、酒店接送車上落客站）、停車場穿梭巴士站
- 4/F - 非開放區
- 5/F - 接機大堂：商店、銀行服務、食肆、中國旅行社、行李托管、酒店專車櫃台、報案中心、會合點、酒吧、失物認領處；機場站往市區月台；天橋連接富豪機場酒店

- 6/F - 離境夾層：機場站抵達機場／往博覽館月台
- 6/F - 航空公司辦公室、香港政府部門辦公室、機管局辦公室、診所
- 7/F - 旅客登記大堂：旅客服務中心、商店、銀行、食肆、超額行李託運、中華旅行社、報案中心、機場郵政局、祈禱室

- 8/F - 離境夾層：食肆
- 8/F - 暢航路：A線機場巴士（由市區出發）落客站、車輛落客區

五樓及七樓均設有用洗手間及嬰兒室。

### 禁區
- 1/F - 旅客捷運系統月台（來回一號客運大樓東大堂，西大堂(第40-80閘口)、T1中場客運廊、二號客運大樓及海天客運碼頭）
- 2/F - 行李處理區
- 3/F - 機場運作控制中心
- 4/F - 地面遙距登機閘口、停機坪
- 5/F - 抵港層：轉機登記處及天際走廊（往T1衛星客運廊入境區）
- 6/F - 離境層：登機閘口、天際走廊（來回T1衛星客運廊離境區）、髮廊、公用候機室、航空公司貴賓室、免費上網設施、休憩區、兒童遊戲區、銀行服務、郵箱
- 7/F - 離境層：沐浴設施、公用候機室、航空公司貴賓室、食肆、商店及小禮堂
- 9/F - 離境層 （空中走廊前往北衛星客運廊）

四樓、五樓、六樓及七樓均設有洗手間及嬰兒室。

## 旅客離境路線
現時，使用一號客運大樓的旅客從機場站或暢航路的落客區進入一號客運大樓後，便會經通道進入位於第七層的旅客登記大堂，以辦理航空公司的登機及行李寄艙手續。旅客在完成手續後，則會通過在南北兩側的離境通道，經出境及保安檢查後進入禁區，離境旅客可通過扶手電梯前往第六層的登機閘口登機。

## 旅客抵港路線
一號客運大樓的第五層設有大型接機大堂，為抵港旅客提供服務。
旅客通過入境檢查、提領行李，並進入接機大堂後，即可經過通道到達機場快線往市區列車月台；或沿接機大堂的中央通道離開，前往第三層機場地面運輸中心。旅客能在該處乘坐巴士、的士或酒店接送車。

## 樓內設施

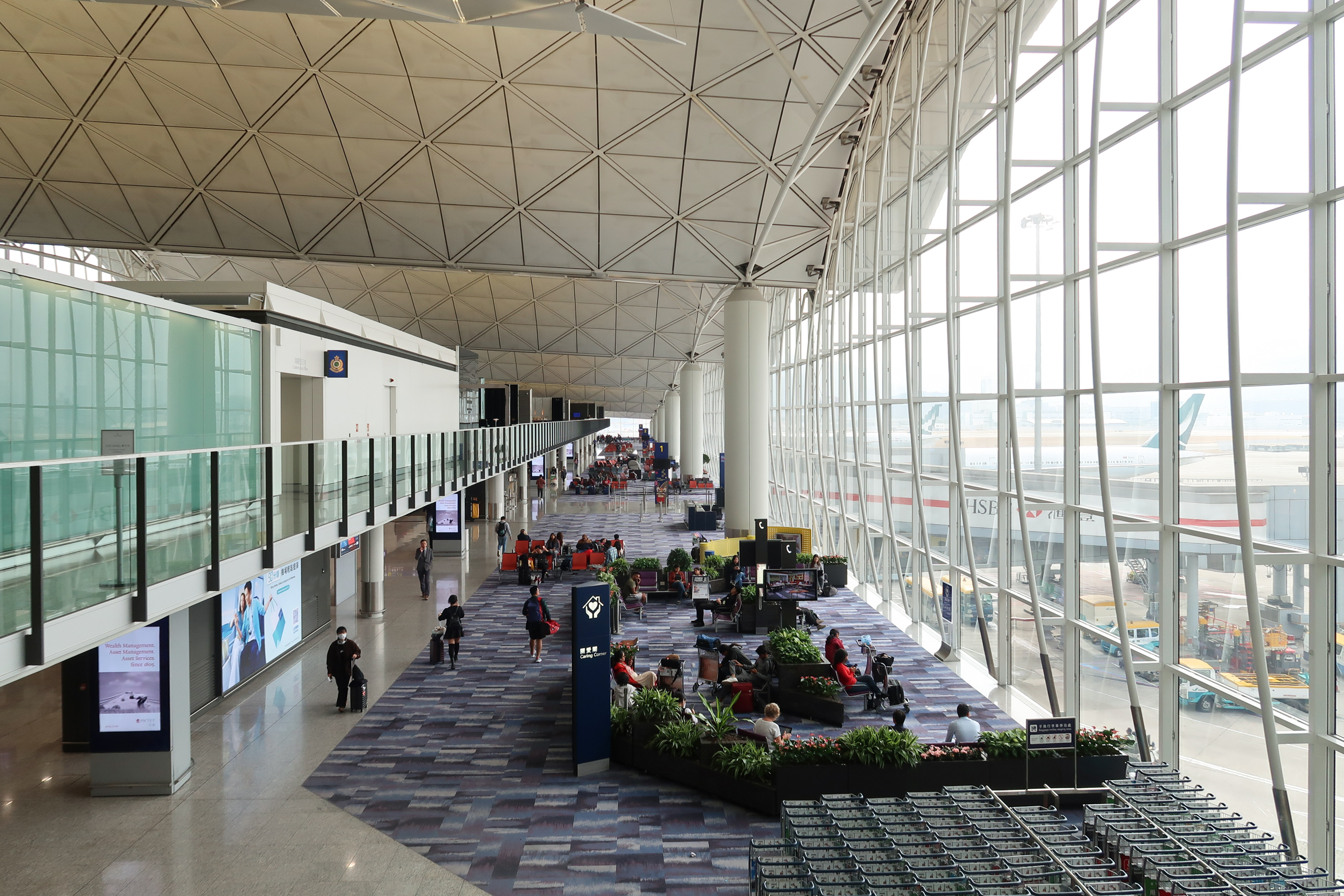
南客運廊（2020年）

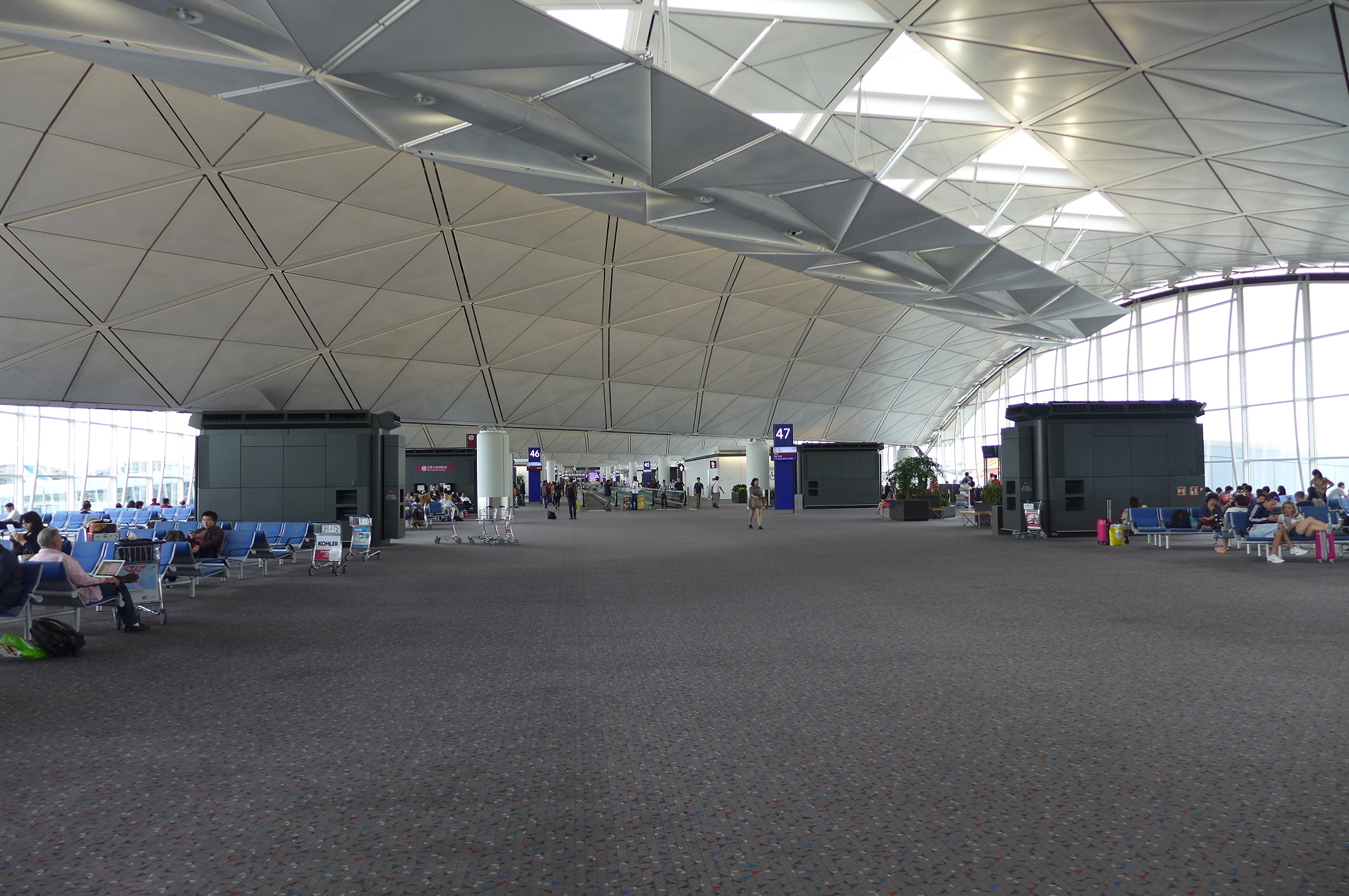
西南客運廊（2014年）

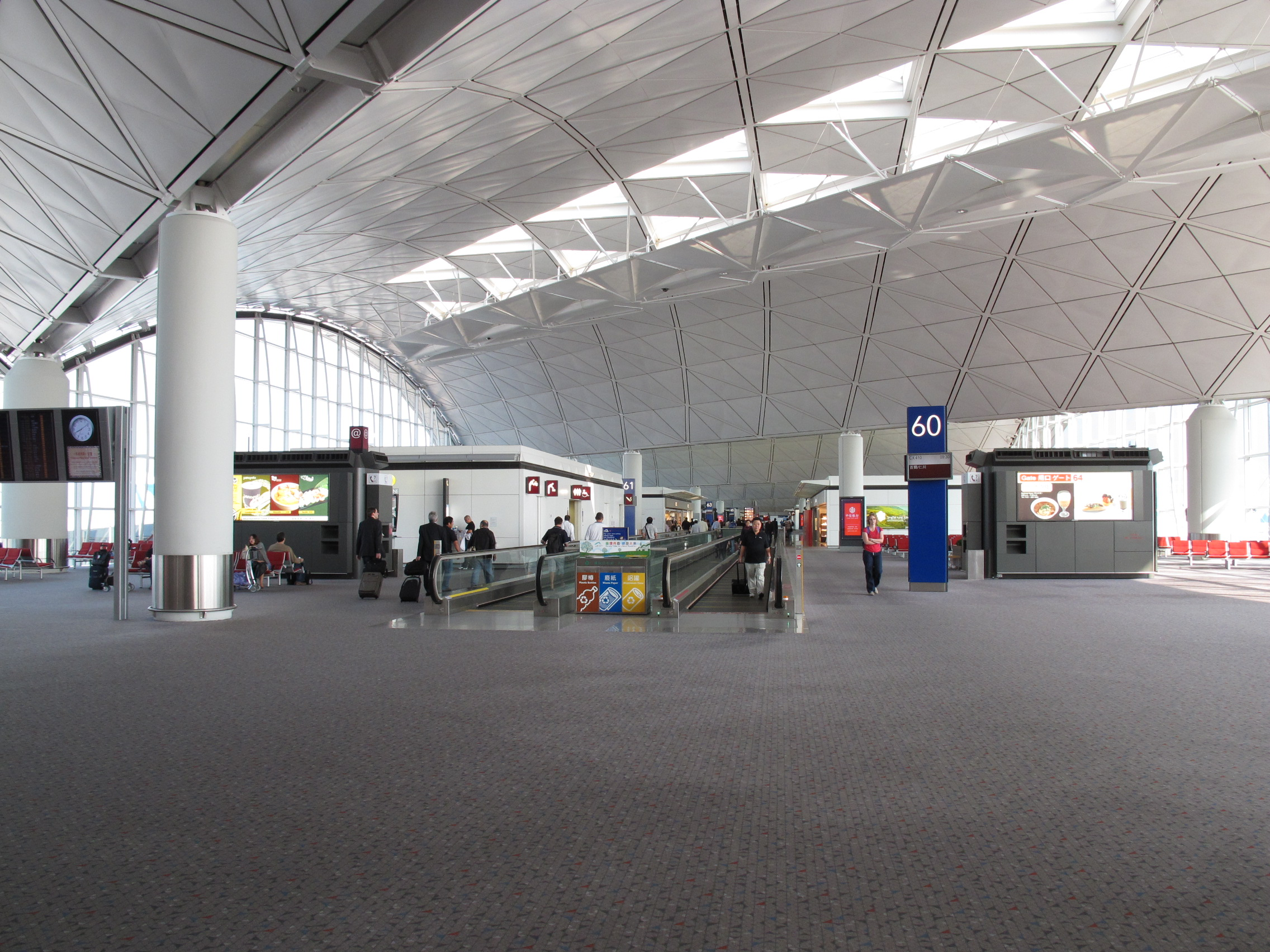
西北客運廊（2011年）

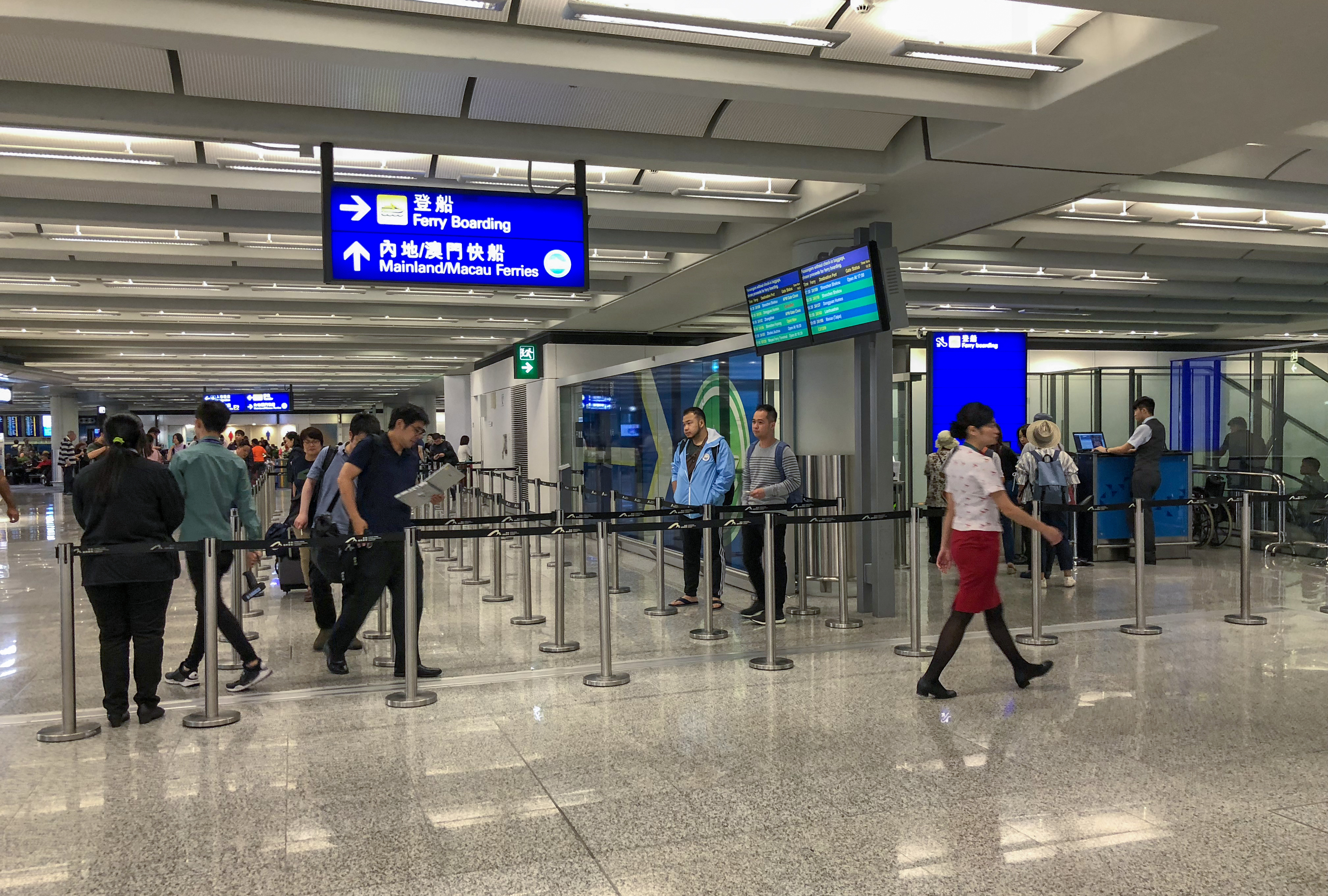
往內地和澳門的大堂

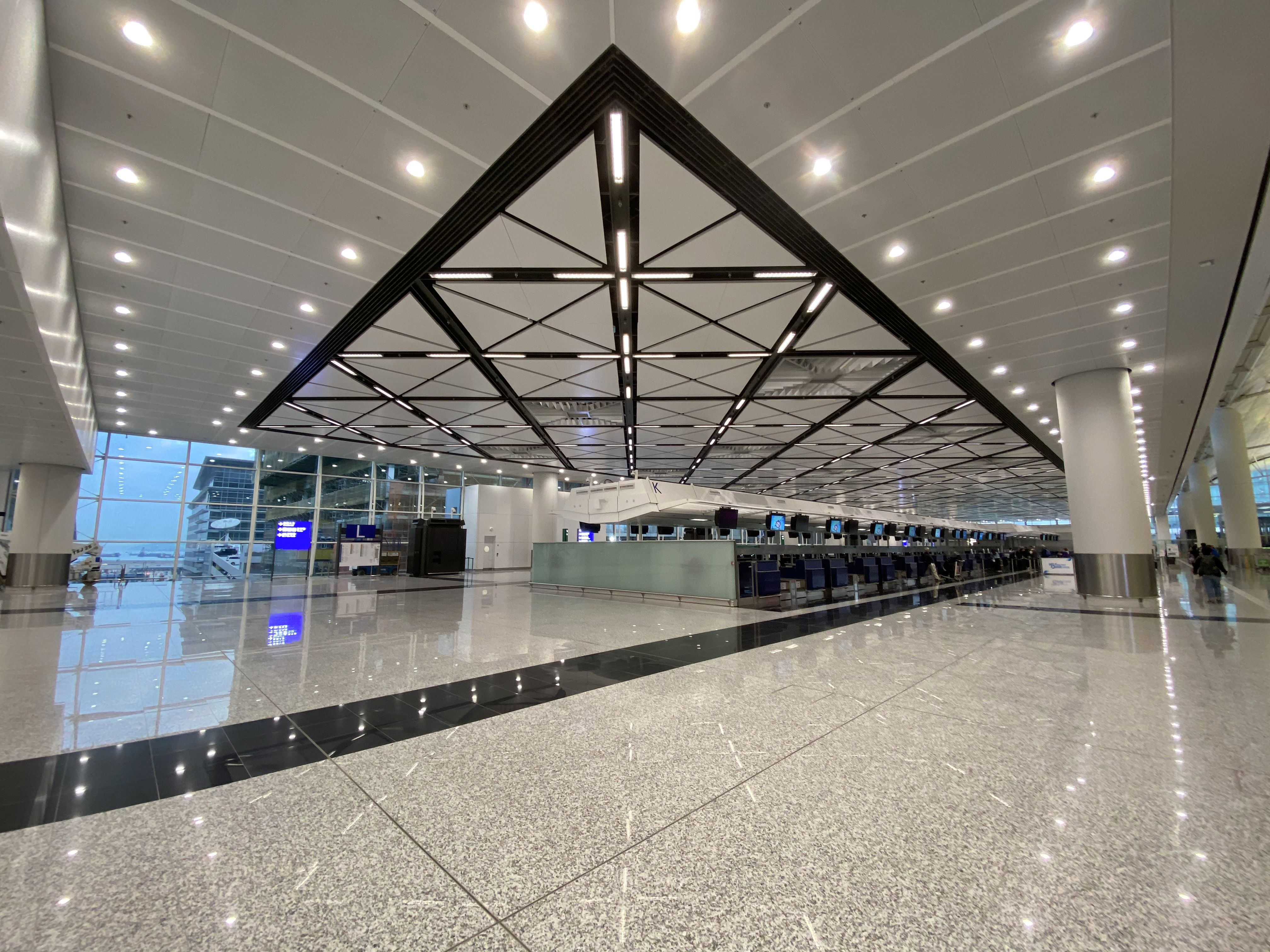
2017年中動工的大樓北側擴建部份已於2019年11月29日啟用，新增48個登記櫃台

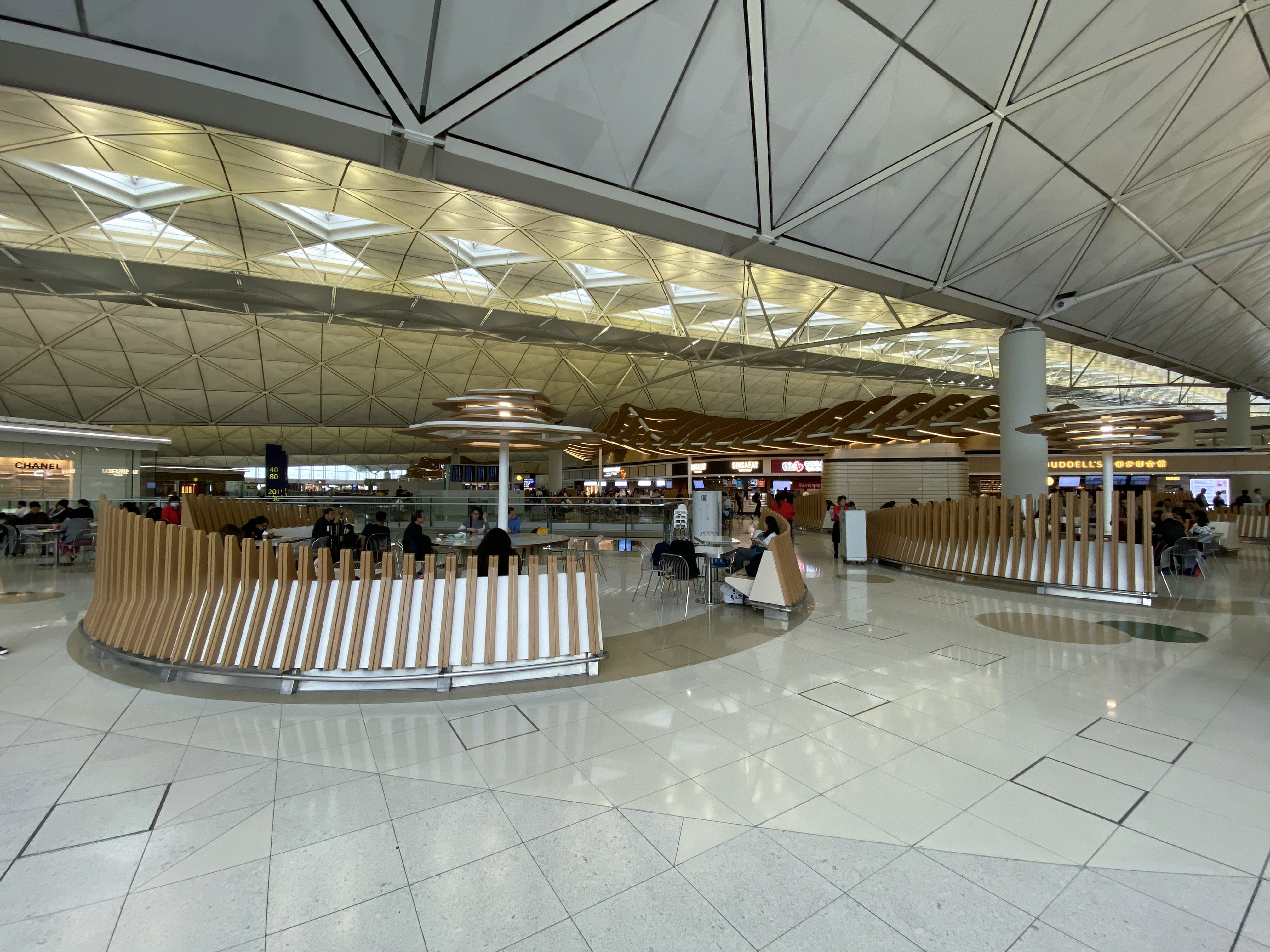
經翻新後的美食廣場（2019年）

- 登機櫃位[3]

| 行段 | 航空公司 |
| ---- | --- |
| A    | 國泰航空 |
| B    | 國泰航空（頭等及商務客位） |
| C    | 國泰航空（特選經濟客位及經濟客位）、自助行李寄艙服務櫃台 |
| D    | 國泰航空（部份前往日本航班）、大灣區航空、加拿大航空、法國航空、荷蘭皇家航空、土耳其航空、毛里裘斯航空、汶萊皇家航空、斐濟航空、越南航空、越捷航空、首爾航空、釜山航空、阿提哈德航空、埃塞俄比亞航空、烏魯木齊航空 |
| E    | 全日空、韓亞航空、長榮航空、美國航空、俄羅斯航空、吉祥航空、尼泊爾航空、馬來西亞航空、卡塔爾航空、皇家約旦航空、維珍航空、S7航空                                                                                   |
| F    | 中華航空、華信航空、新加坡航空、酷航、菲律賓航空、南非航空、瑞士國際航空、德國漢莎航空、蒙古航空、江西航空、靛藍航空、春秋航空、SpiceJet、星宇航空                                                                 |
| G    | 日本航空、大韓航空、聯合航空、印度航空、新西蘭航空、新畿內亞航空、埃及航空、阿聯酋航空、肯尼亞航空、瀾湄航空、真航空、易斯達航空、濟州航空、芬蘭航空、蒙古民用航空、深圳航空、天津航空                             |
| H    | 香港快運航空（含自助寄艙）、北歐航空、曼谷航空、馬印航空、緬甸國家航空、德威航空、泰國國際航空 |
| J    | 香港航空（經濟艙）、厦门航空公司、中國國際航空、中國東方航空、上海航空公司、中國南方航空、山東航空公司、四川航空、樂桃航空、英國航空、芬蘭航空、澳洲航空、泰國微笑航空、印尼鷹航空                                 |
| K    | 香港航空（商務艙、自助寄艙、家庭區）、海南航空、長龍航空、捷星亞洲航空、捷星日本航空、捷星太平洋航空 |
| L    | 阿斯塔納航空、以色列航空、伊斯尼斯航空、菲律賓亞洲航空、宿霧太平洋航空、亞洲航空、泰國亞洲航空、印尼亞洲航空 |

- 機場客運廊

當中被劃分為多個區域，機場客運廊共設49個登機橋泊位，以及9個分別在東大堂及西大堂的遙距停機位的閘口，還有北衛星客運廊的9個登機橋，以及中場客運廊的19個登機橋泊位和3個遙距停機位的閘口，香港國際機場共有77登機橋泊位，而貨運停機坪的停機位則有36個，其中在中央客運廊的一個停機位（23號）和西北客運廊的四個停機位（60、62、64和66號），建設了兩道不同高度的登機橋，及東面客運廊（5號）由原來的兩道登機橋所修建成為的三道登機橋，可以供予新一代的大型飛機空中巴士A380停泊。此外，香港國際機場於2005年10月特別為到小型客機設置了專用的N10登機橋（即10號登機閘口，原有N20登機橋，20號登機閘口）。另外，用作顯示各閘口航班狀況的提示板亦改為液晶顯示屏。
北衛星客運廊及中場客運廊均不屬於機場客運廊的範圍。
閘口分佈：
| 客運廊                           | 閘口號碼                |
| -------------------------------- | ----------------------- |
| 南客運廊                         | 1-4 (4個)               |
| 北客運廊                         | 5-9 (5個)2              |
| 中央客運廊1                      | 10-12、23-36 (17個)2    |
| 西南客運廊1                      | 40-50 (11個)            |
| 西北客運廊1                      | 60-71 (12個)（72-75）3  |
| 北衛星客運廊4                    | 13-21 (9個)（507）2     |
| 東大堂（北面遙距停機位登機閘口） | 511-513 (3個)           |
| 東大堂（南面遙距停機位登機閘口） | 520-525 (6個)           |
| 中場客運廊4,5                    | 201-219、228-230 (22個) |

註明：
1. 前往西南客運廊、西北客運廊、中央客運廊後半部分的旅客，可以在通過離境檢查後的東大堂車站乘搭旅客捷運系統前往西大堂以縮短步行距離。
2. 北客運廊及中央客運廊原有15至22號閘口已於2019年3月28日改為5至12號閘口，而北衛星客運廊原有501至506、508至510號閘口已於2021年3月25日改為13至21號閘口。原有507號閘口已於2019年初停用，成為「天際走廊」的一部份。
3. 西北客運廊的68至71號登機閘口曾經設有一雙層設計，亦即離港層設有樓梯前往抵港層（5樓），讓離港旅客可以利用經玻璃分隔的抵港登機橋登機，希望以此促進乘客登機的效率。抵港層登機閘口曾經以72至75號閘口的名義運作，但是實際上該批閘口與68至71號登機閘口同時連接相同的登機橋，即68與72號閘口為同一登機橋，69則與73號閘口共用等，如此類推。然而，由於原來安排成效不彰，加上安排有可能引致保安問題，機場管理局最後取消了72至75號閘口的設立，原址則被拆除。
4. 北衛星客運廊及中場客運廊均不屬於機場客運廊的範圍。
5. 中場客運廊的228-230號閘口為遙距停機位登機閘口。

- 香港機場購物廊（英語：SkyMart）位於一號客運大樓東大堂的購物設施，2004年建成投用，共佔地39,000平方米。香港機場購物廊廊內提供各項多種設施及服務的商店，合計有逾150間零售店舖；另外設有各類餐廳[8]。
- 政府貴賓候機室是專門提供予香港政府主要官員、行政會議成員、國家領導人及外國訪港貴賓使用的候機室，位於一號客運大樓以北，入口位於暢達路，鄰近機場富豪酒店及4號停車場的出入口。

## 使用狀況
由於第二客運大樓正在重建中，因此香港國際機場全數航線在一號客運大樓及其附屬客運設施（即T1衛星客運廊、T1中場客運廊）執飛。
截至2025年2月15日：
| 航空公司       | 目的地 |
| -------------- | --- |
| 國泰航空       | 大中華地區：北京-首都、上海-浦東、上海-虹橋、廈門、杭州、福州、廣州、武漢、青島、重慶、成都-天府、鄭州、南京、溫州、寧波、西安、海口、台北-桃園、高雄 亞洲：東京-成田、東京-羽田、大阪-關西、名古屋、札幌-新千歲、福岡、首爾-仁川、新加坡、吉隆坡、檳城、曼谷-蘇凡納布、布吉、胡志明市、河內、雅加達、登巴薩、泗水、馬尼拉、宿霧、金邊、德里、孟買、班加羅爾、清奈、海德拉巴（2025年3月30日復辦）、科倫坡、達卡、加德滿都、杜拜、特拉維夫（尚未復航）、利雅得 大洋洲：悉尼、墨爾本、布里斯班、珀斯、奧克蘭 歐洲：倫敦-希斯路、曼徹斯特、巴黎-戴高樂、法蘭克福、慕尼黑（2025年6月16日開辦）、布魯塞爾（2025年8月3日復辦）、阿姆斯特丹、米蘭-馬爾彭薩、蘇黎世、馬德里 北美洲：紐約-甘迺迪、洛杉磯、三藩市、芝加哥-奧黑爾、波士頓、達拉斯（2025年4月24日開辦）、溫哥華、多倫多 非洲：約翰尼斯堡 季節性：巴塞羅那、羅馬-菲烏米奇諾（2025年6月5日復辦）、凱恩斯、基督城 |
| 香港航空       | 大中華地區：北京-首都、北京-大興、上海-浦東、上海-虹橋、南京、杭州、重慶、成都-天府（2025年3月30日停办）、海口、三亞、台北-桃園、台中 亞洲：東京-成田、大阪-關西、名古屋、札幌-新千歲、福岡、熊本、鹿兒島、仙台、沖繩、首爾-仁川、曼谷-蘇凡納布、布吉、清邁、峴港、登巴薩、永珍 大洋洲：悉尼（2025年6月20日開辦）、墨爾本（預計2025年第四季開辦）、塞班島 北美洲：溫哥華 季節性：西寧、馬累、黃金海岸 包機：敦煌、帛琉 |
| 香港快運航空   | 大中華地區：北京-大興、寧波、三亞、台北-桃園、台中、高雄、花蓮 東北亞：東京-成田、東京-羽田、大阪-關西、名古屋、福岡、高松、廣島、仙台、靜岡、沖繩、石垣（2025年4月3日復辦）、首爾-仁川、釜山、濟州 東南亞：檳城、曼谷-蘇凡納布、曼谷-廊曼（2025年3月30日停辦）、布吉、清邁、河內、峴港、芽莊（2025年4月3日復辦）、富國島、馬尼拉、克拉克 |
| 大灣區航空     | 大中華地區：舟山、黃山、宜昌、台北-桃園 東北亞：東京-成田、大阪-關西、米子、仙台、德島、首爾-仁川（2025年3月6-29日；5月7至10月25日停办） 東南亞：曼谷-蘇凡納布、馬尼拉 季節性：武漢、札幌-新千歲 |
| 中國東方航空   | 北京-大興、上海-浦東、上海-虹橋、杭州、南京、合肥、太原、西安、無錫、寧波、武漢、昆明、蘭州 季節性：呼和浩特（經昆明）、鄂爾多斯（經西安） |
| 中國南方航空   | 北京-大興、瀋陽、烏魯木齊、哈爾濱 季節性：武漢 包機：廣州（直升機服務） |
| 中國國際航空   | 北京-首都、重慶、成都-天府、杭州、天津、大連、銀川 |
| 深圳航空       | 泉州、無錫、南通、成都-天府、南京 |
| 長龍航空       | 杭州、長春、臨沂、煙台、恩施 |
| 廈門航空       | 杭州、廈門、福州 |
| 上海航空       | 上海-浦東、上海-虹橋 |
| 山東航空       | 濟南、青島 |
| 青島航空       | 青島 |
| 吉祥航空       | 上海-浦東 |
| 海南航空       | 海口 |
| 春秋航空       | 上海-浦東 |
| 四川航空       | 成都-天府 |
| 河北航空       | 石家莊 |
| 西藏航空       | 拉薩（經成都-天府，2025年2月19日開辦）、成都-天府（2025年2月19日開辦）、運城 |
| 烏魯木齊航空   | 烏魯木齊 |
| 中華航空       | 台北-桃園、高雄 |
| 長榮航空       | 台北-桃園、高雄 |
| 星宇航空       | 台北-桃園 |
| 日本航空       | 東京-成田、東京-羽田 |
| 全日本空輸     | 東京-成田、東京-羽田 |
| 樂桃航空       | 大阪-關西 |
| 大韓航空       | 首爾-仁川 |
| 韓亞航空       | 首爾-仁川 |
| 德威航空       | 首爾-仁川 季節性：釜山 |
| 濟州航空       | 首爾-仁川、濟州 |
| 真航空         | 首爾-仁川 |
| 普萊米婭航空   | 首爾-仁川 |
| 釜山航空       | 釜山 |
| 蒙古民用航空   | 烏蘭巴托 |
| 新加坡航空     | 新加坡 |
| 酷航           | 新加坡 |
| 馬來西亞航空   | 吉隆坡 |
| 亞洲航空       | 吉隆坡、亞庇、檳城 |
| 峇迪航空       | 吉隆坡 |
| 全亞洲航空     | 季節性：吉隆坡 |
| 汶萊皇家航空   | 汶萊 |
| 泰國國際航空   | 曼谷-蘇凡納布 |
| 泰國亞洲航空   | 曼谷-廊曼、清邁 |
| 泰國獅子航空   | 曼谷-廊曼 |
| 曼谷航空       | 蘇梅 |
| 越南航空       | 胡志明市（2025年3月30日復辦）、河內 |
| 越捷航空       | 胡志明市、富國島、峴港 |
| 嘉魯達印尼航空 | 雅加達 |
| 印尼亞洲航空   | 雅加達 、登巴薩 |
| 菲律賓航空     | 馬尼拉 |
| 宿霧太平洋航空 | 馬尼拉、宿霧、克拉克、伊洛伊洛、達沃 |
| 菲律賓亞洲航空 | 馬尼拉 |
| 柬埔寨國家航空 | 金邊 |
| 印度航空       | 德里 |
| 靛蓝航空       | 德里 |
| 尼泊爾航空     | 加德滿都 |
| 不丹航空       | 季節性包機：帕羅 |
| 阿聯酋航空     | 杜拜、曼谷-蘇凡納布 |
| 阿提哈德航空   | 阿布達比（2025年11月4日復辦） |
| 卡塔爾航空     | 多哈 |
| 土耳其航空     | 伊斯坦堡 |
| 澳洲航空       | 悉尼、墨爾本 |
| 新西蘭航空     | 奧克蘭 |
| 紐幾內亞航空   | 莫爾茲比港 |
| 斐濟航空       | 納迪 |
| 英國航空       | 倫敦-希斯路 |
| 法國航空       | 巴黎-戴高樂 |
| 荷蘭皇家航空   | 阿姆斯特丹 |
| 漢莎航空       | 法蘭克福 |
| 瑞士國際航空   | 蘇黎世 |
| 芬蘭航空       | 赫爾辛基 |
| 俄羅斯航空     | 莫斯科-謝列梅捷沃 |
| 聯合航空       | 洛杉磯、三藩市 |
| 加拿大航空     | 溫哥華 |
| 埃塞俄比亞航空 | 亞的斯亞貝巴、馬尼拉、曼谷-蘇凡納布 |

## 翻新工程

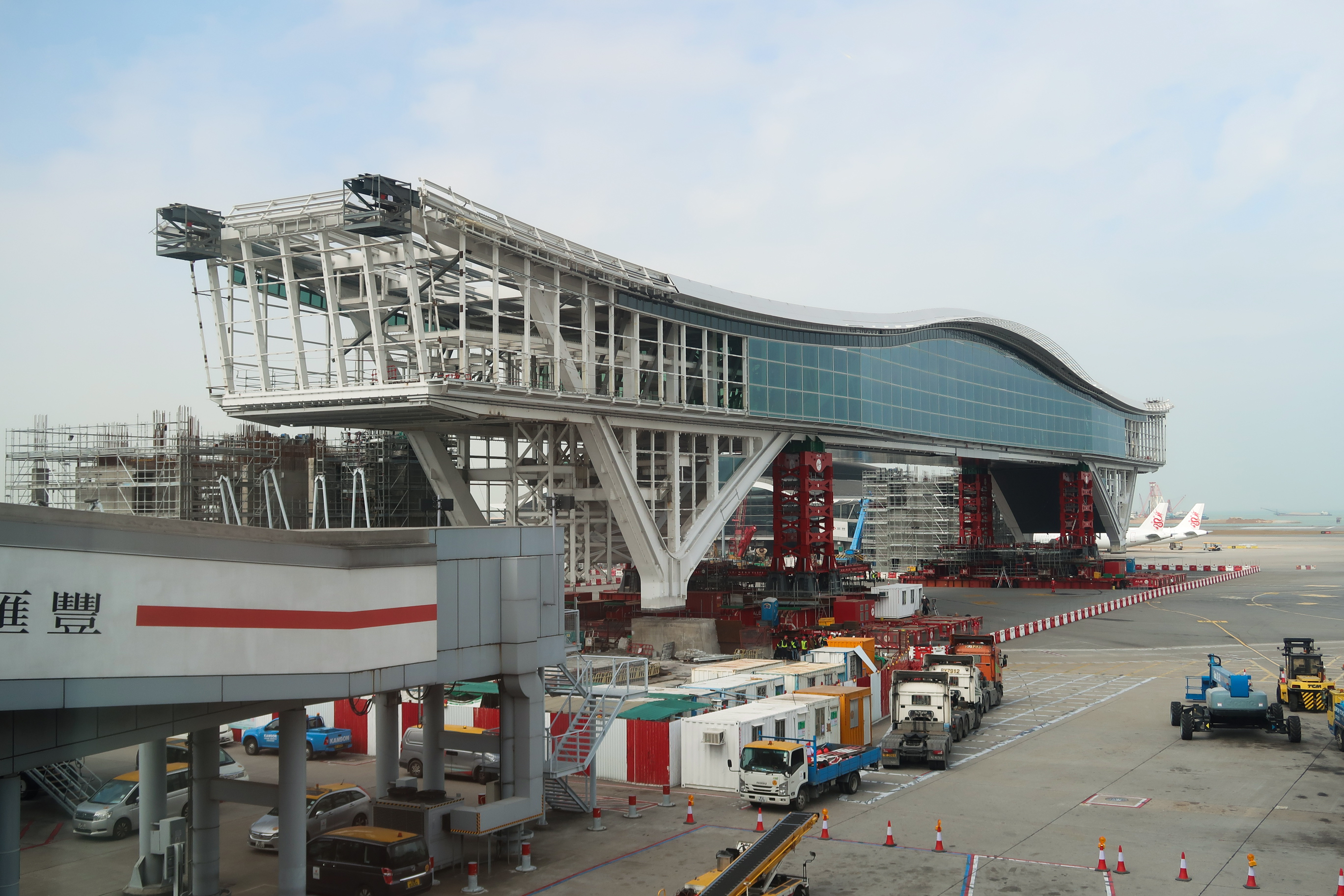
興建中的天際走廊

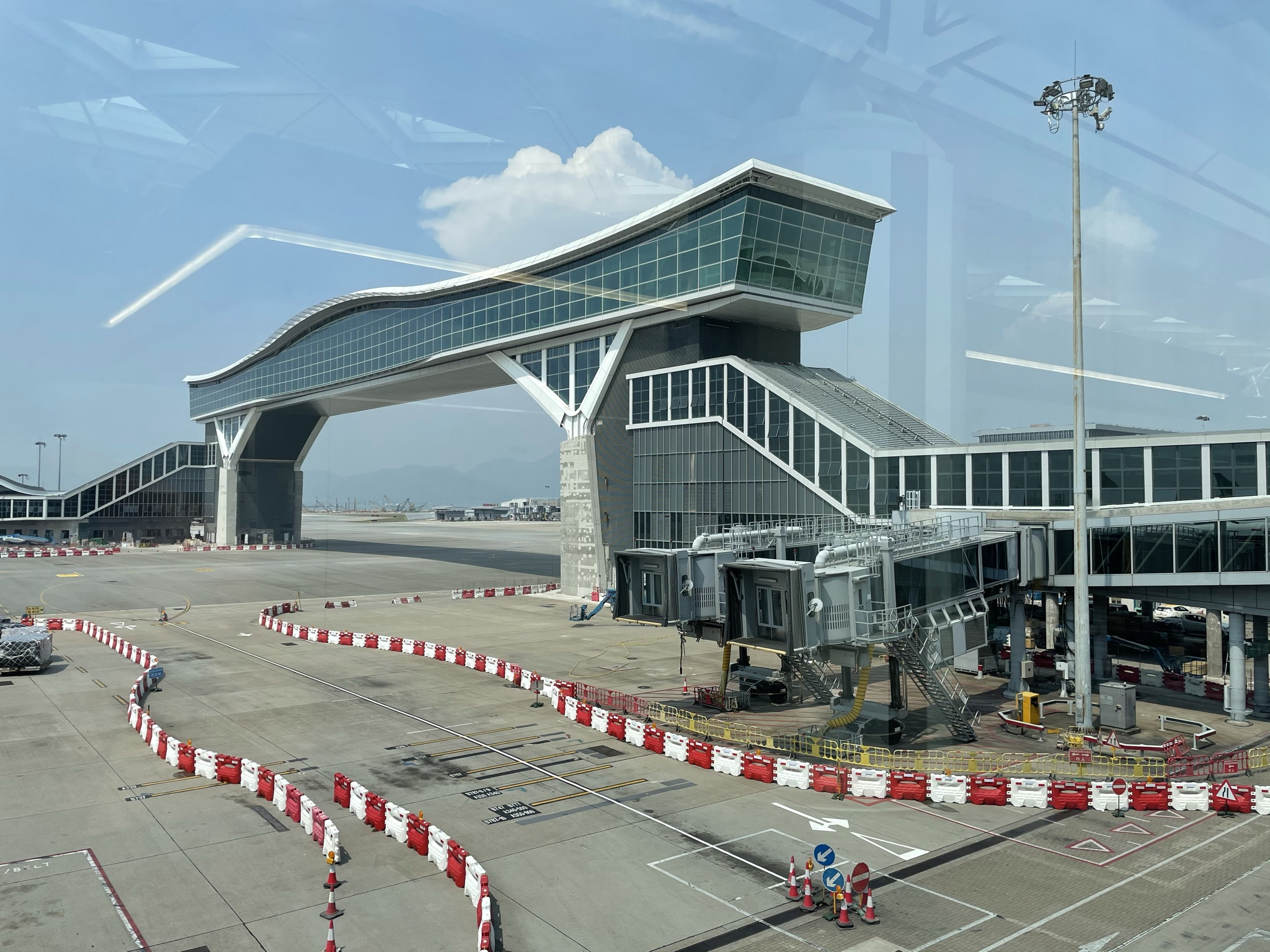
天際走廊連接一號客運大樓及北衛星客運廊

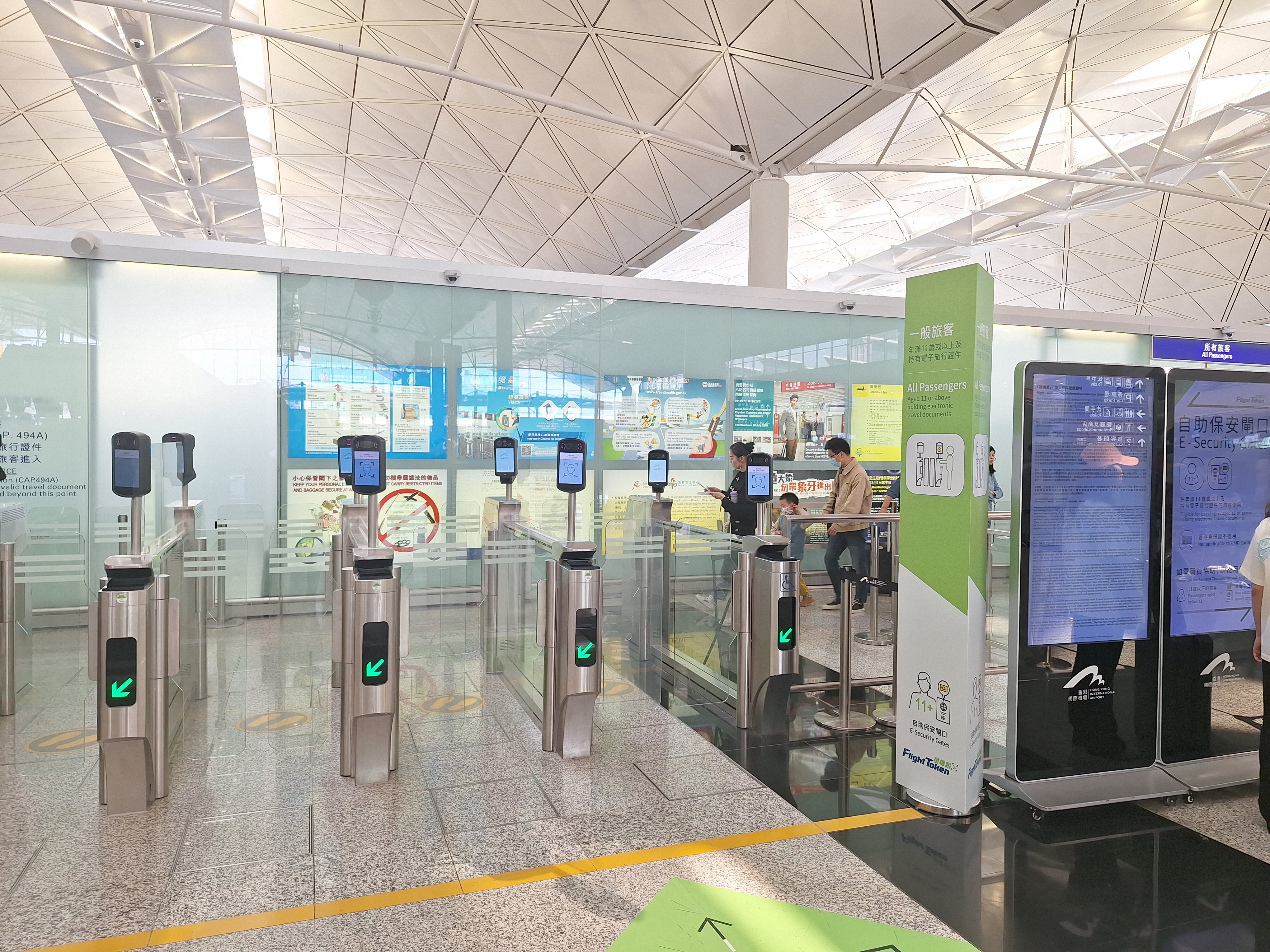
七樓離境層禁區入口已於2018年配備自助保安閘口（2024年）

2019年1月，機管局公佈斥資約90億港元翻新一號客運大樓的候機廊、天際走廊和東大堂美食廣場等地方，預計於2021年底完成。工程內容如下：
- 候機廊加入自助登機系統，並透過面容辨識完成登機程序，取代人手核對證件資料

- 49道登機閘口會設計為12種主題區，當中包括娛樂科技、親子及休閒等

- 陸續翻新108個公眾洗手間，洗手盆採用「三合一」設計，其中男洗手間廁尿兜上加設有仿照飛機窗口設計的顯示屏

- 興建200米長的「天際走廊」連接一號客運大樓及北衛星客運廊，預計在2020年啟用，啟用天際走廊後，北衛星客運廊的501至506，508至510號閘口將改為13、15至22號閘口(共有9個閘口)，並在原有接駁巴士的地點增置遠距停機位14號閘口，取代原有507號閘口（原有507號閘口將成為「天際走廊」的一部份）。

- 2019年3月28日起，原有的15至22號閘口，改為5至12號。[7][9]

## 事件

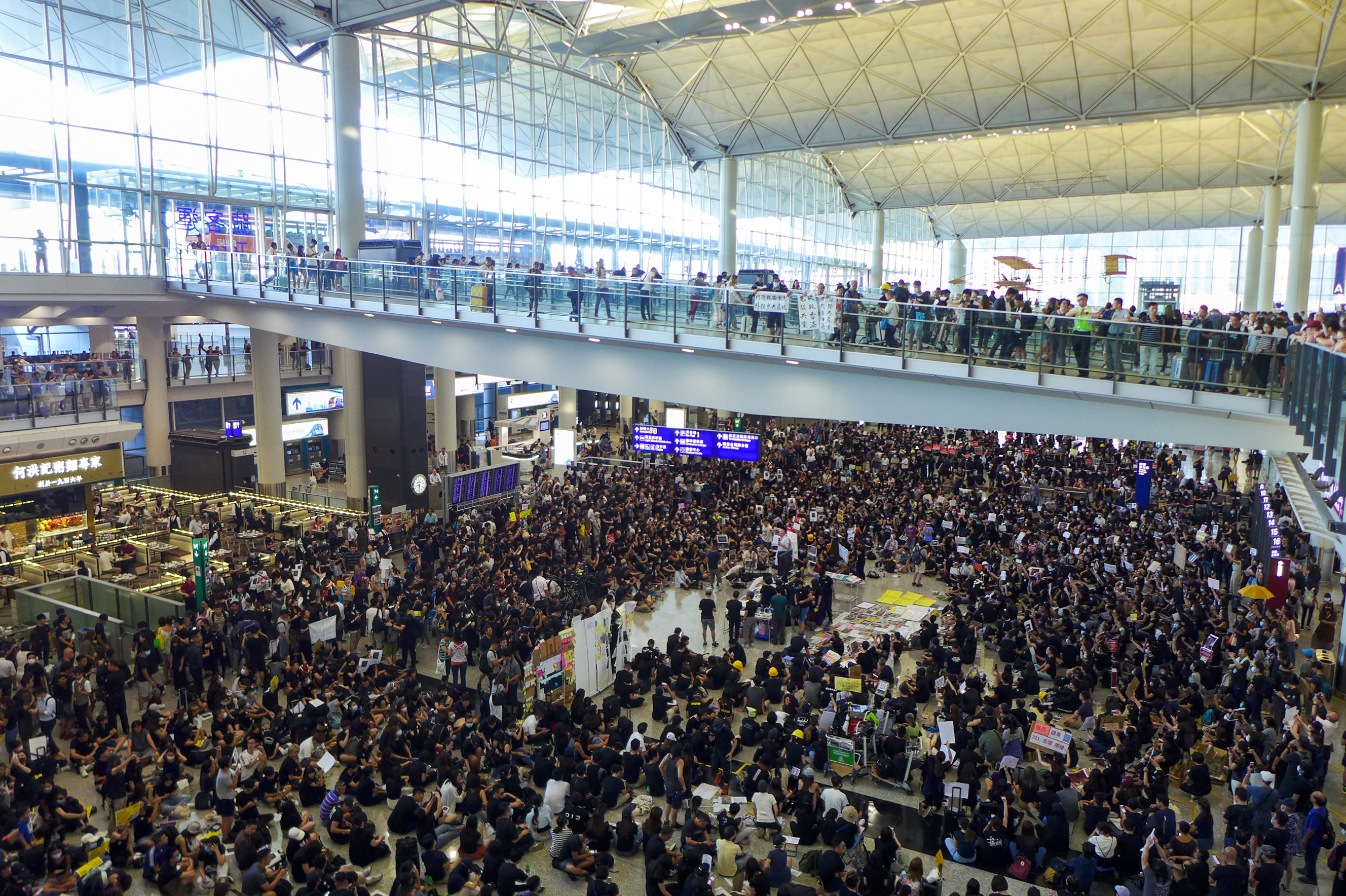
2019年7月26日下午，一群「在機場任職的市民」發起在香港國際機場一號客運大樓接機大堂舉行「和你飛」集會，發起人表示最高峰時期有1.5萬人參加

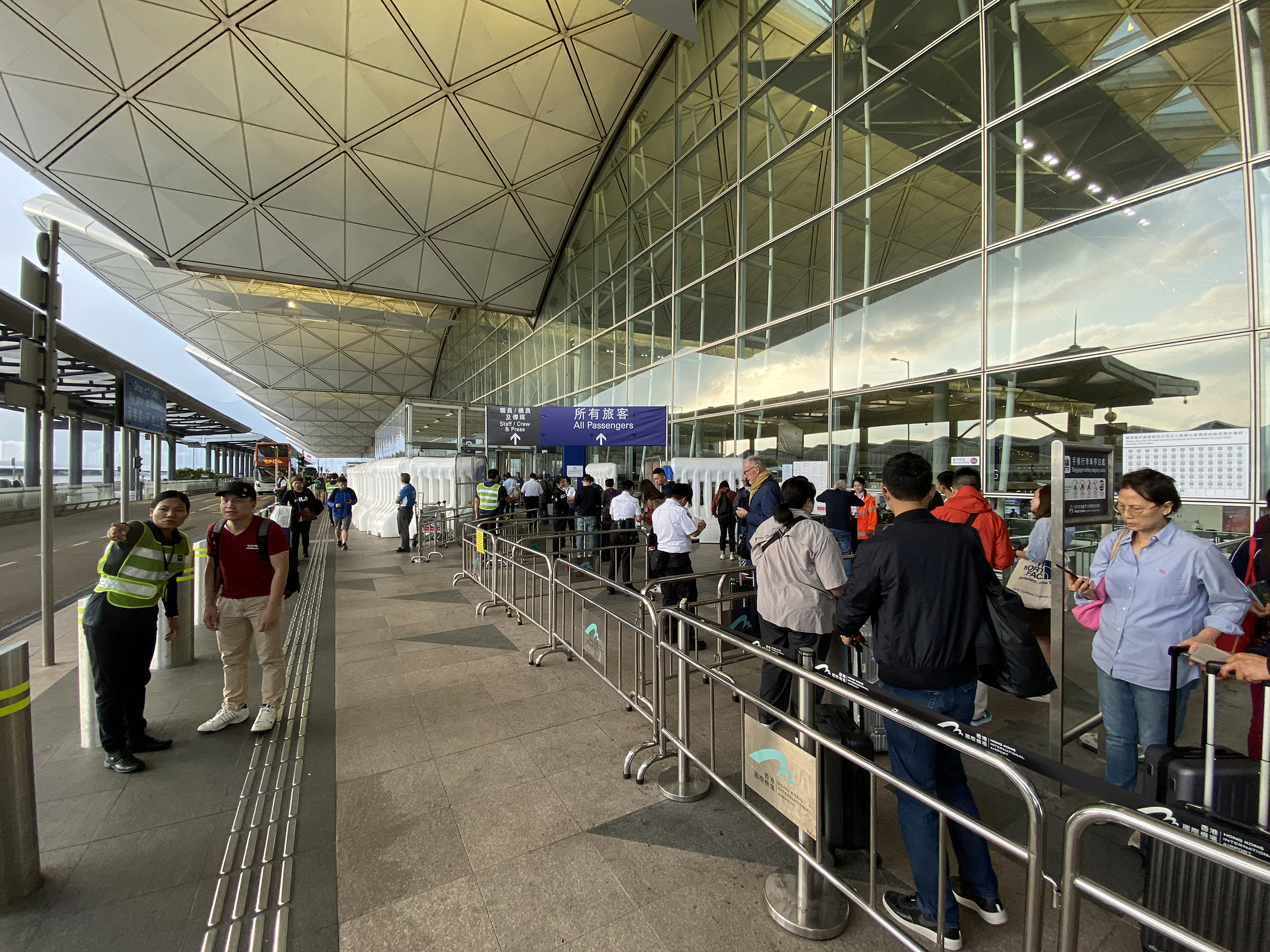
由2019年8月15日開始，機管局在主要出入口增設水馬，一號及四號停車場亦關閉。進入機場客運大樓的人士需要向保安出示護照、機票或登機證等文件

- 1998年7月6日啟用首天，客運大樓多處出現混亂及各種問題，包括航班延誤或取消，很多行李遺失，空氣調節冷卻系統失靈，公用設施供水中斷，洗手間沒有沖廁水及食水供應。而場內的自動電梯和升降機沒有運作，乘客被迫使用緊急通道出入。大樓內超過200部公共電話也未曾接駁，流動電話網絡也出現操作不妥當的問題。

- 2016年4月17日下午，香港空勤人員總工會於在舉行集會，抗議梁振英家庭於行李事件上使用特權，有約2500人參與。[10]

- 2019年7月26日下午，一群「在機場任職的市民」在接機大堂舉行「和你飛」集會，抗議政府未有完全撤回《逃犯條例》修訂、對警方執法手法不滿以及元朗暴力事件等訴求，呼籲國際社會關注事件。集會發起人表示集會最高峰時期有1.5萬人參加，警方指有4000人。[11]而機管局職員在集會前將接機大堂的長櫈拆除，而大堂的地上貼上一道道黃線作通道用。[12]

- 8月11日晚，一名年青女子在尖沙咀的衝突中懷疑被警方的橡膠子彈擊中右眼，導致失明，使得警方的處理手法引发广泛争议[13] [14]。在翌日下午，近萬名示威者響應「警察還眼」集會前往機場，接機和離港大堂未能承受人潮。往返機場交通不勝負荷，更一度完全癱瘓，部份示威者及旅客選擇徒步進入機場，至於限制進出離境大堂的措施則繼續生效。機管局稱運作嚴重受阻，下午3時半宣布晚上6時起限制飛機升降量。4時30分更宣布除已完成登機程序的離港航班及正前往香港的抵港航班外，當日其餘所有航班全部取消，是機場啟用21年來首次。[15]在8月13日亦有不少示威者響應集會，到下午2時，部分激進示威者成功衝破機管局臨時封鎖線，前往離境大堂靜坐抗議，阻礙旅客進入禁區，旅客需職員協助才能進入。另有激進示威者到二號客運大樓利用行李車阻礙往離境禁區的通道，引起部分旅客鼓譟。在下午4時半，機管局宣稱客運大樓運作嚴重受阻，所有航班登機服務暫停；至5時15分宣布所有離港航班取消，促旅客盡快離開。但有旅客仍然成功登記並登機，亦有離港航班照常起飛[16]。受连续两天示威影响，机场两日发生不同程度的停运[17][18] ，兩日合共有979班機取消[19]。機管局在8月13日晚上向法庭申請臨時禁制令，在8月14日得到法庭批准，下午2時開始執行。禁制令任何人在整個機場範圍內非法阻礙或干擾機場運作，而市民只限制在接機大堂指定範圍內「合法和平集會」。但允許機管局可以重新編劃、取消或縮小相關的示威區域。而進入機場客運大樓的人士需要向保安出示護照、機票或登機證等文件。由8月15日開始，機管局在主要出入口增設水馬，一號及四號停車場亦關閉。機管局亦呼籲送機及接機人士勿前往機場。有在場市民對有關安排表示鼓譟，批評「為何香港市民不能自由進入機場」。而數十名示威者曾繼續留守機場內示威區，但最後亦被機管局職員以「涉遊蕩」、機場無劃出示威區和附例寫明「職員有權利阻止市民進入」為由，要求市民離開[20][21]。然而，客運大樓外之水馬和電閘等設施在2020年11月開始陸續拆除，檢查登機証的人手亦顯著減少，當局一度未有回應在哪些情況下會恢復限制進出管制措施，以及日後市民能否由離境層經客運大樓步行往地面運輸中心巴士總站[22]。機管局其後於11月19日晚上8時正起修改管制措施，容許旅客及員工以外人士進出機場客運大樓，保安人員只會於有需要時檢查個別人士，並拒絕任何非正常使用機場之人士進入[23]。

- 2022年2月24日起，機管局以提升安全及保安和配合政府「疫苗通行證」計劃要求，除持有有效機票或登機證及有效旅行證件的真正離港∕轉機或過境旅客外。其他進入客運大樓的人士需須分階段接種疫苗才能進入。到2022年12月29日因政府取消疫苗通行證而取消。[24]

- 2023年1月12日下午3時許，一名持有內地證件及登機證女子在機場客運大樓平台墮下，倒臥在巴士總站對開。女子頭部重傷昏迷，事主送往瑪嘉烈醫院搶救後不治。[25]

- 2023年3月16日早上，香港國際機場測試登記系統出現問題，導致南面離港大堂A至E段的登記流程受到影響，大批旅客需要排隊辦理登機手續，多班航機亦出現延誤10至45分鐘不等。受影響設施於早上8時逐漸回復正常運作，登記系統在同日約9時15分全面恢復正常運作。[26]

## 圖集

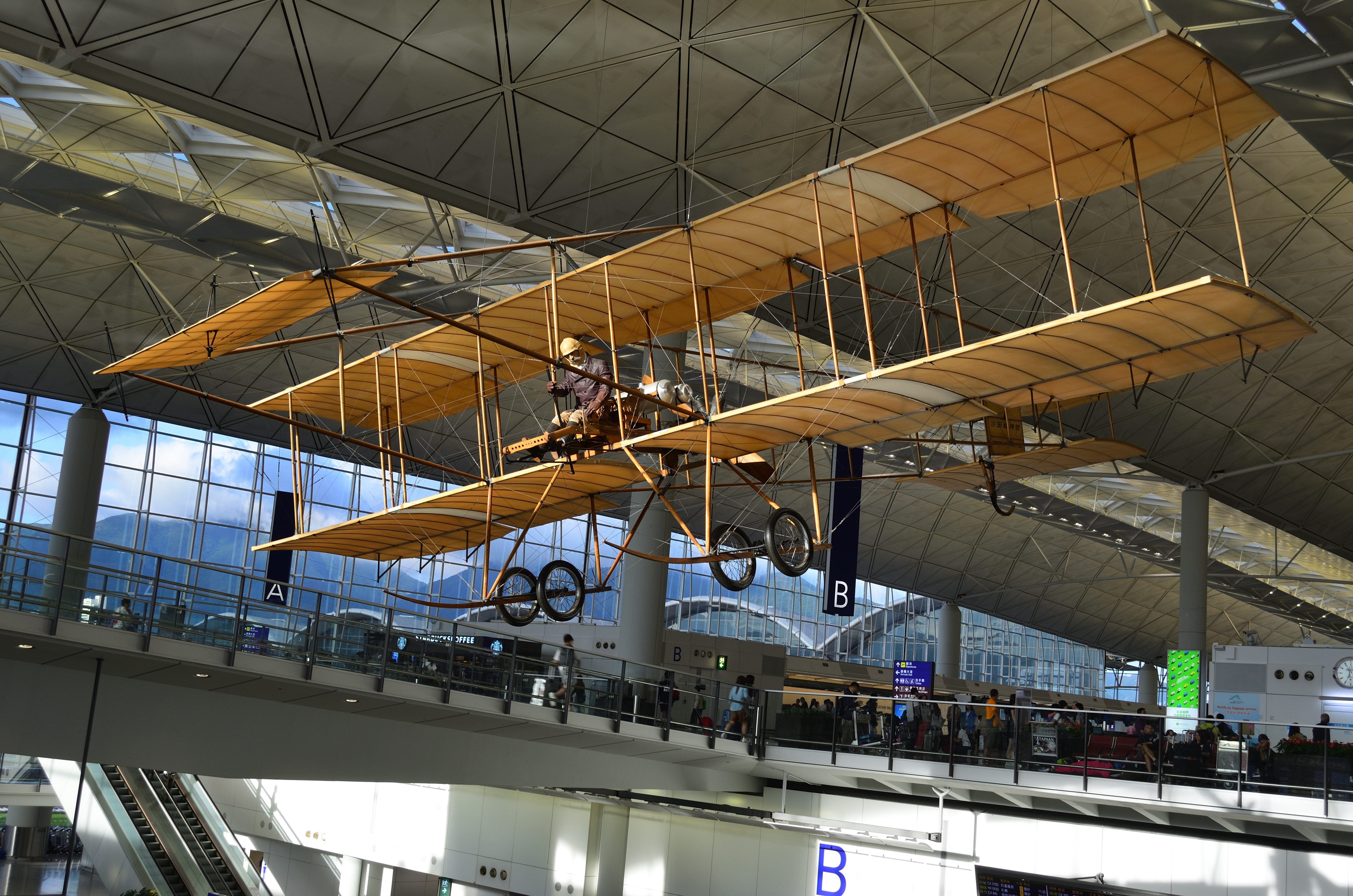
長期展出的沙田精神號（2018年）
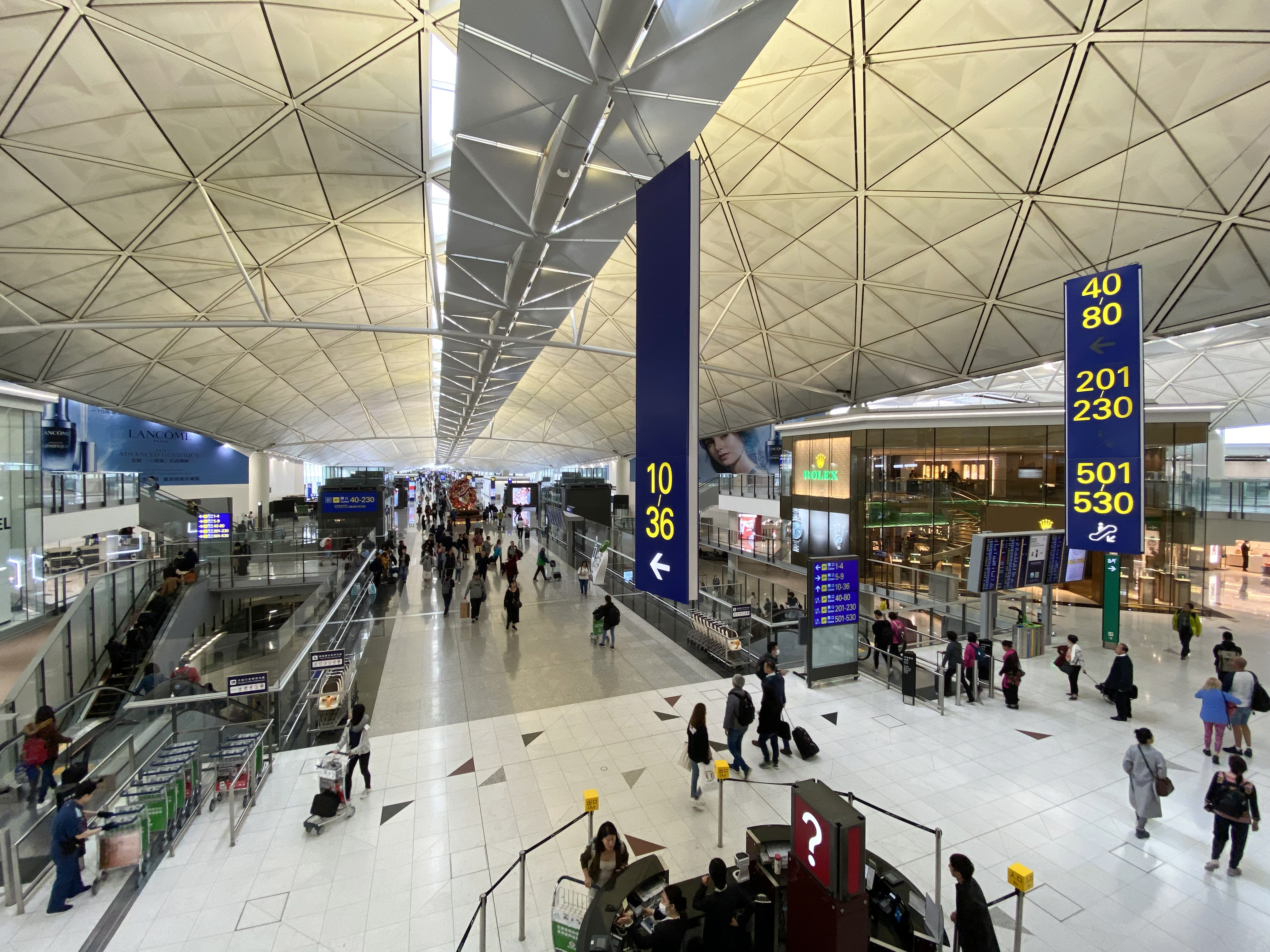
中央客運廊一景（2020年）
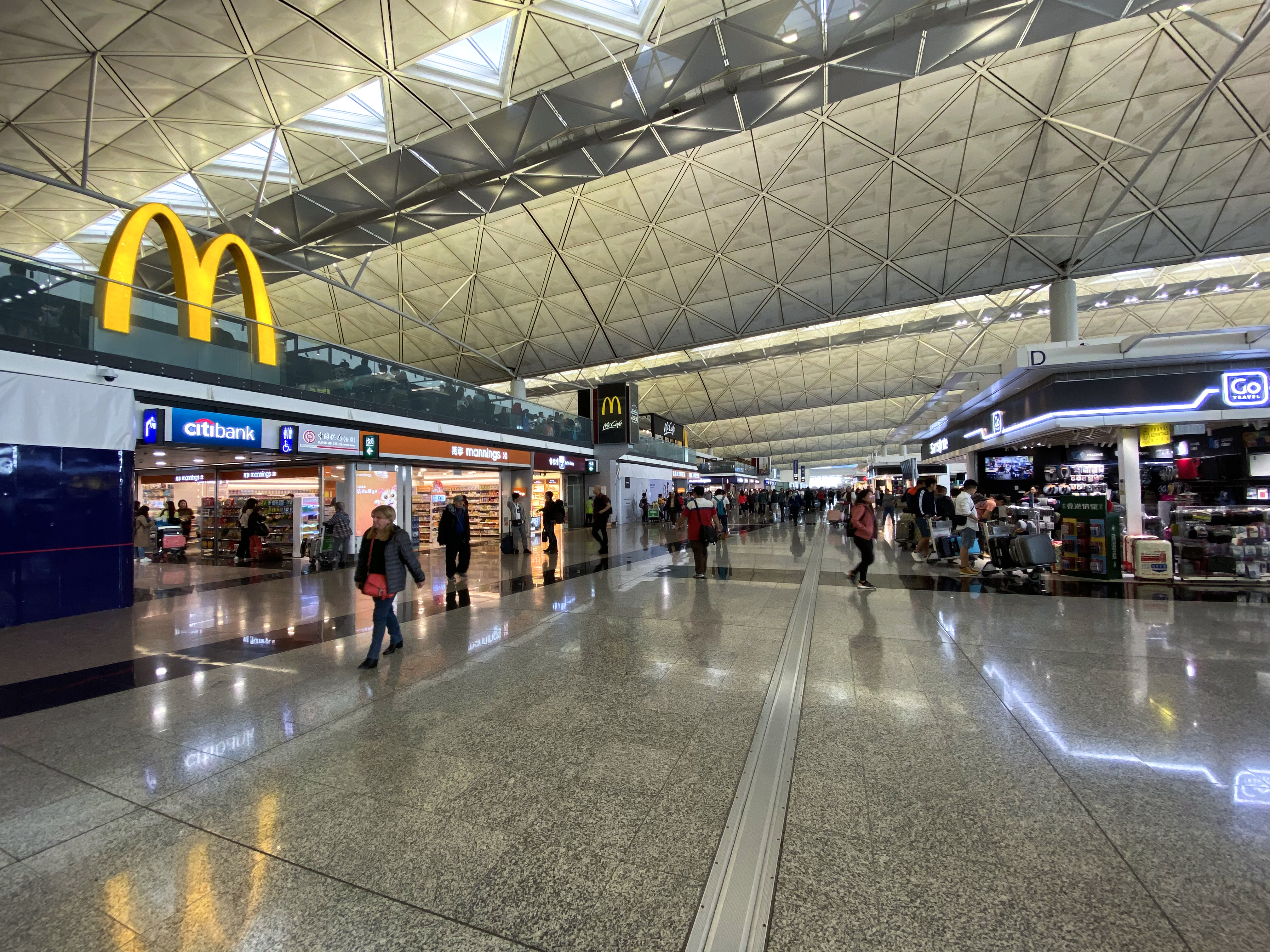
離港層商店（2019年）
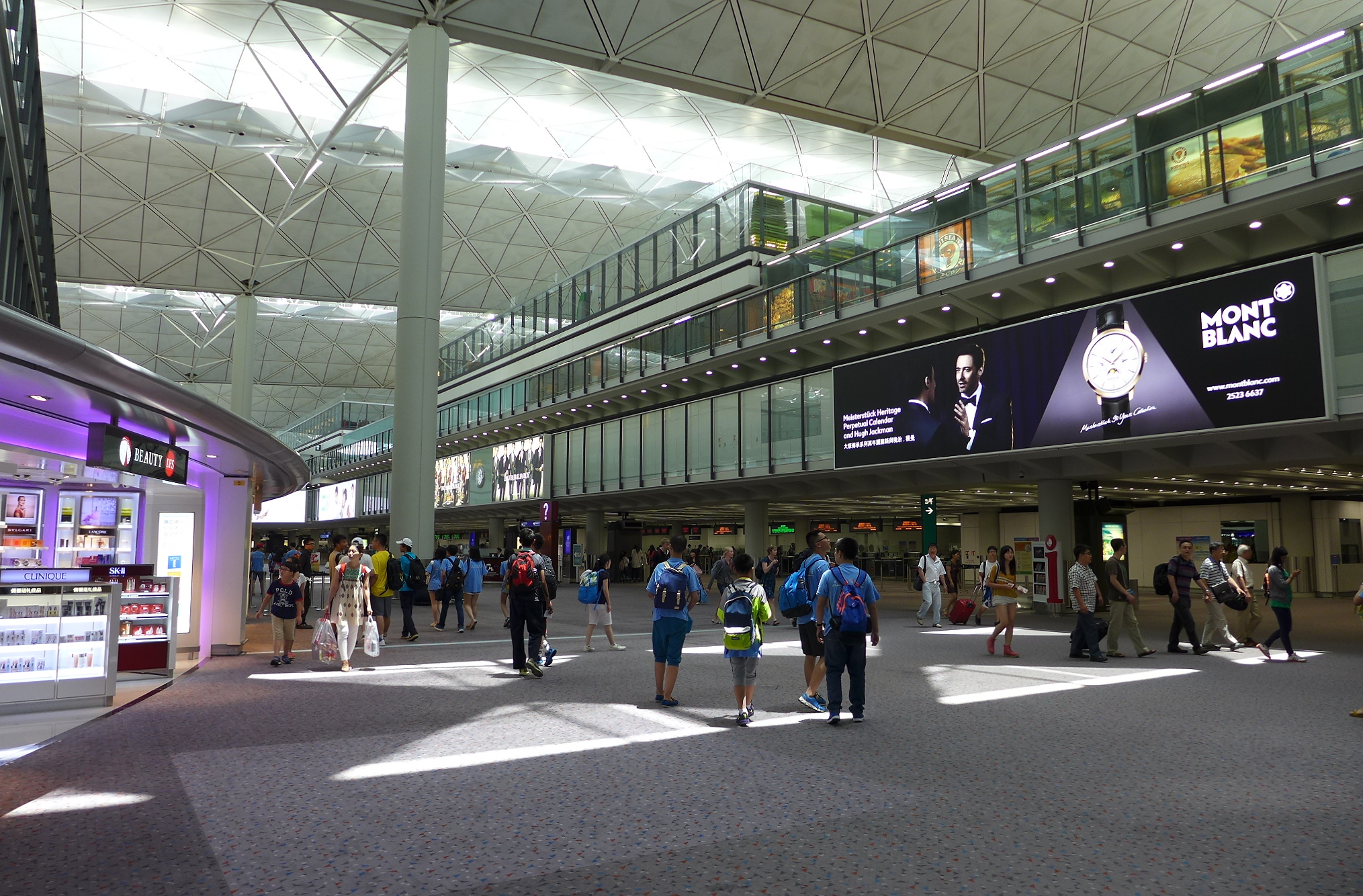
抵港層（2014年）
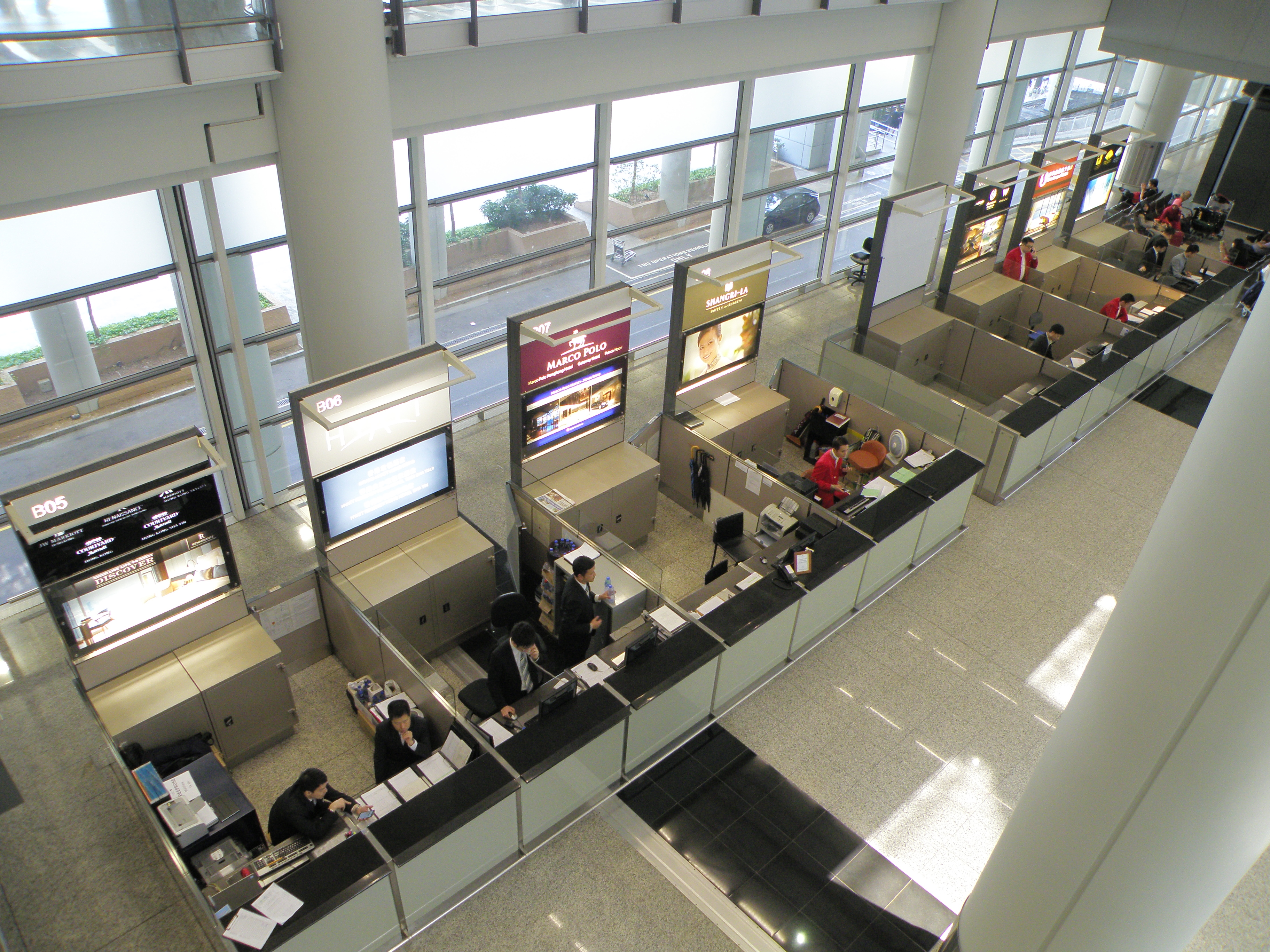
酒店專車櫃台（2015年）
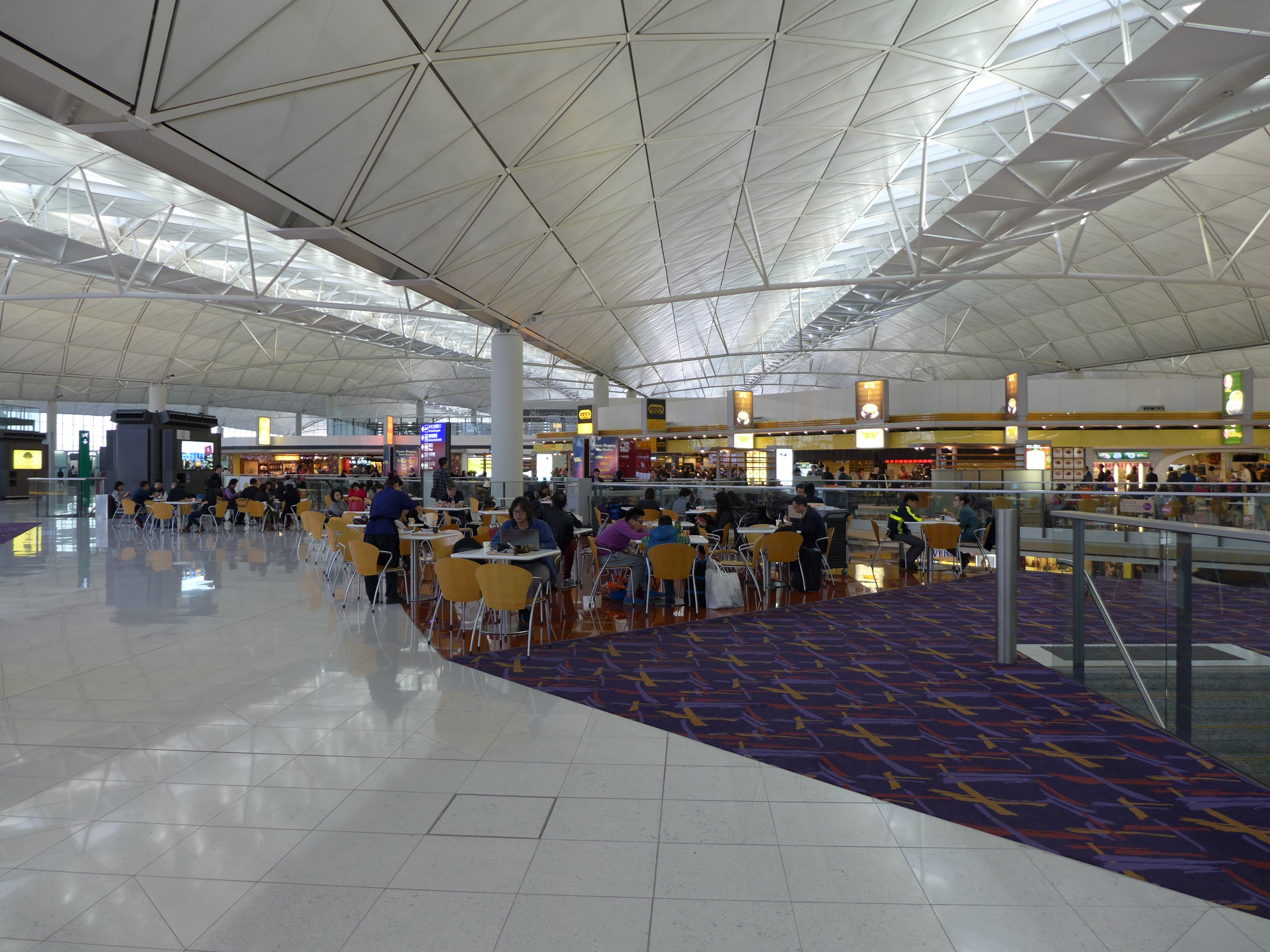
禁區內的美食廣場（2014年）
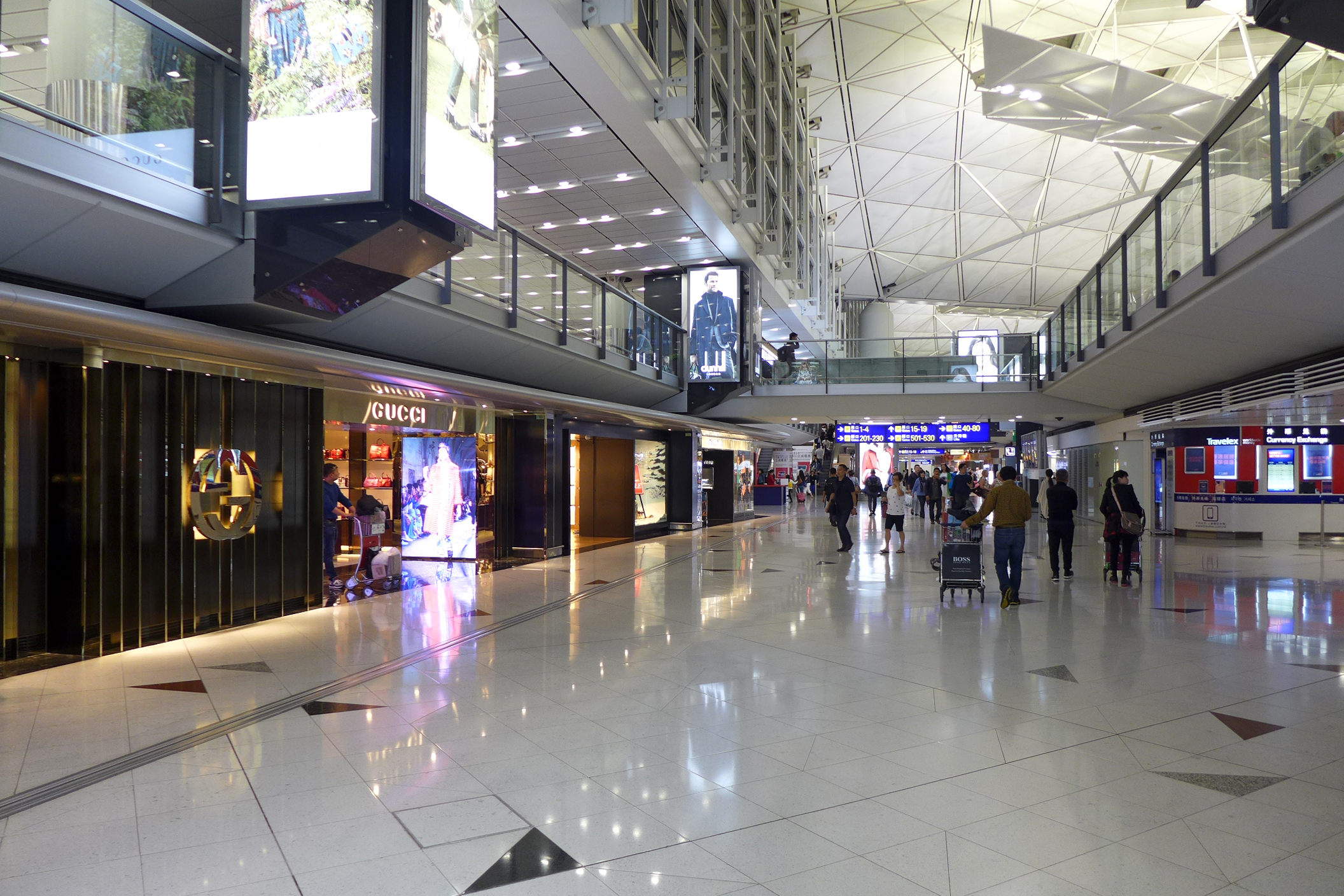
香港機場購物廊（2017年）
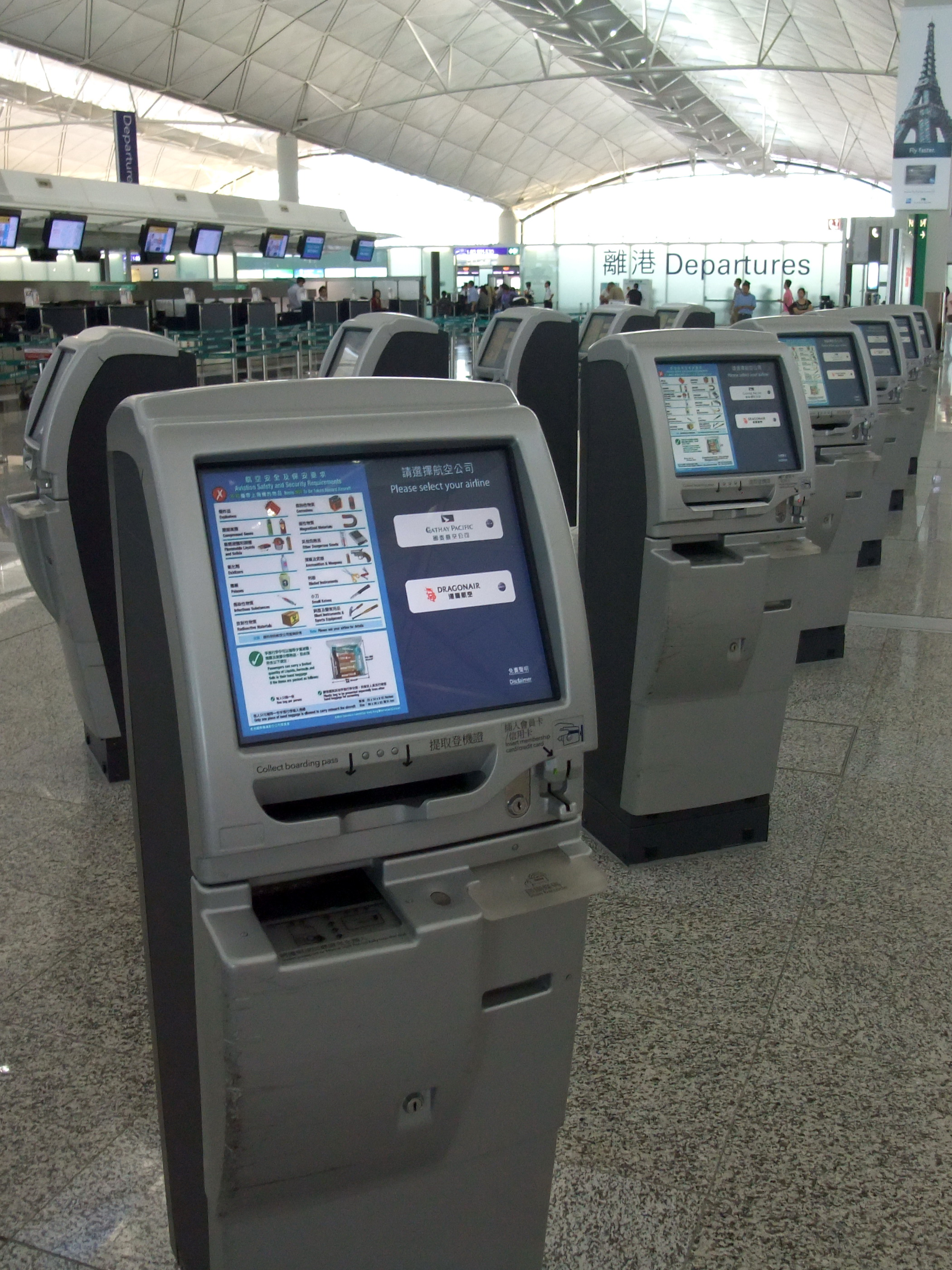
位於一號離境大堂C區的國泰航空及港龍航空舊款智能登記櫃位（2011年）
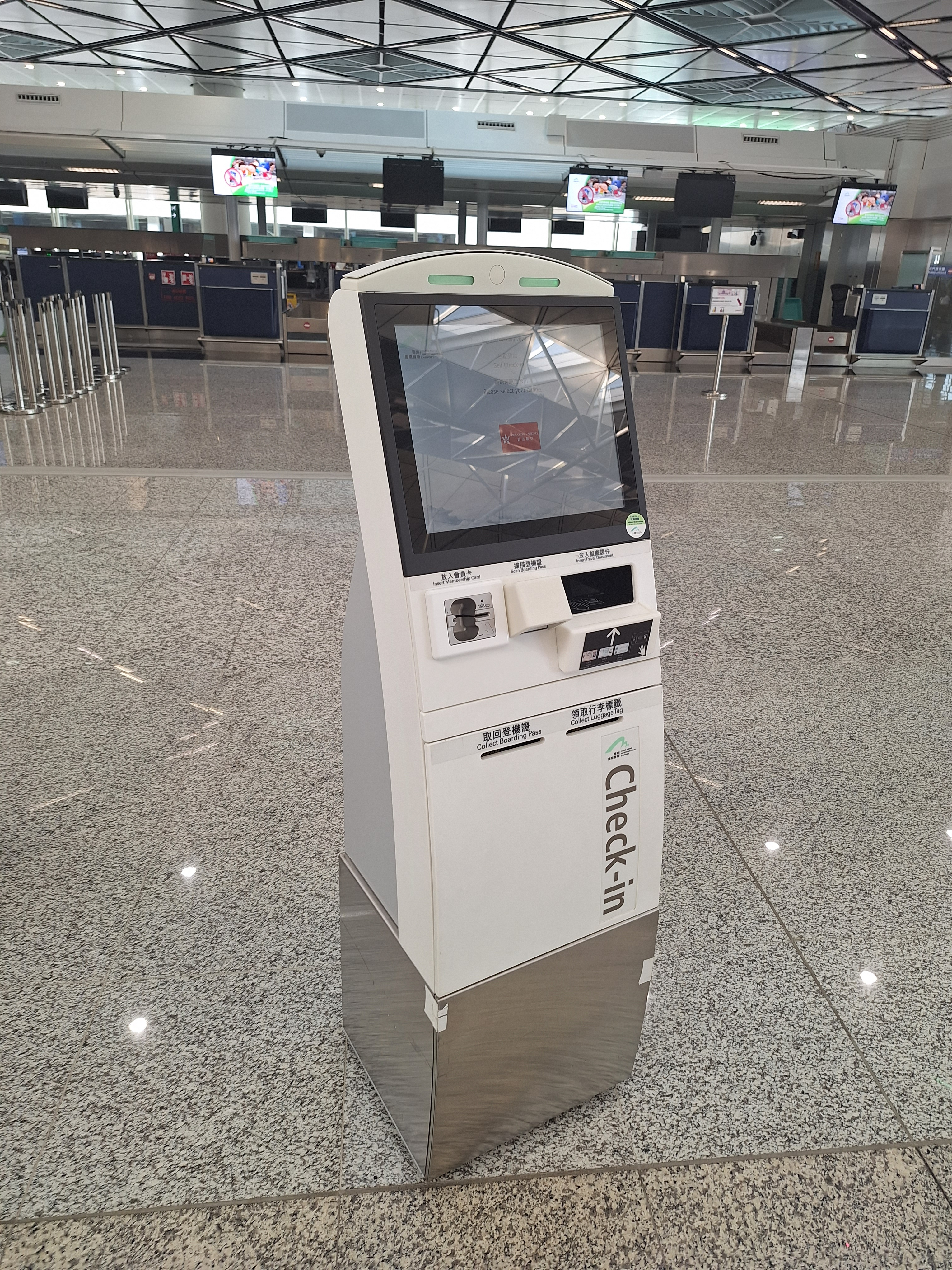
位於一號離境大堂K區的香港航空新款智能登記櫃位（2024年）
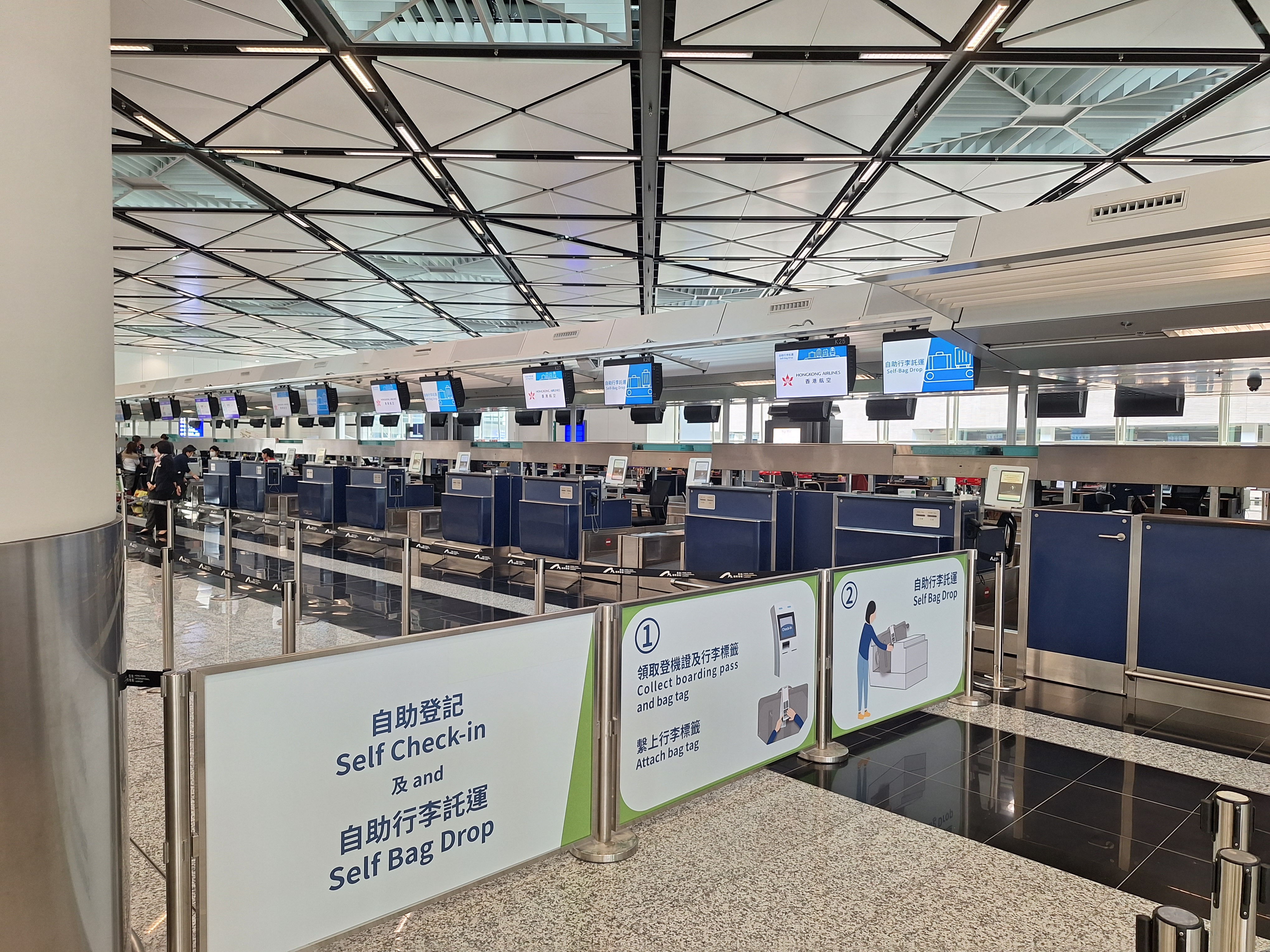
位於一號離境大堂K區的香港航空自助行李託運（2024年）
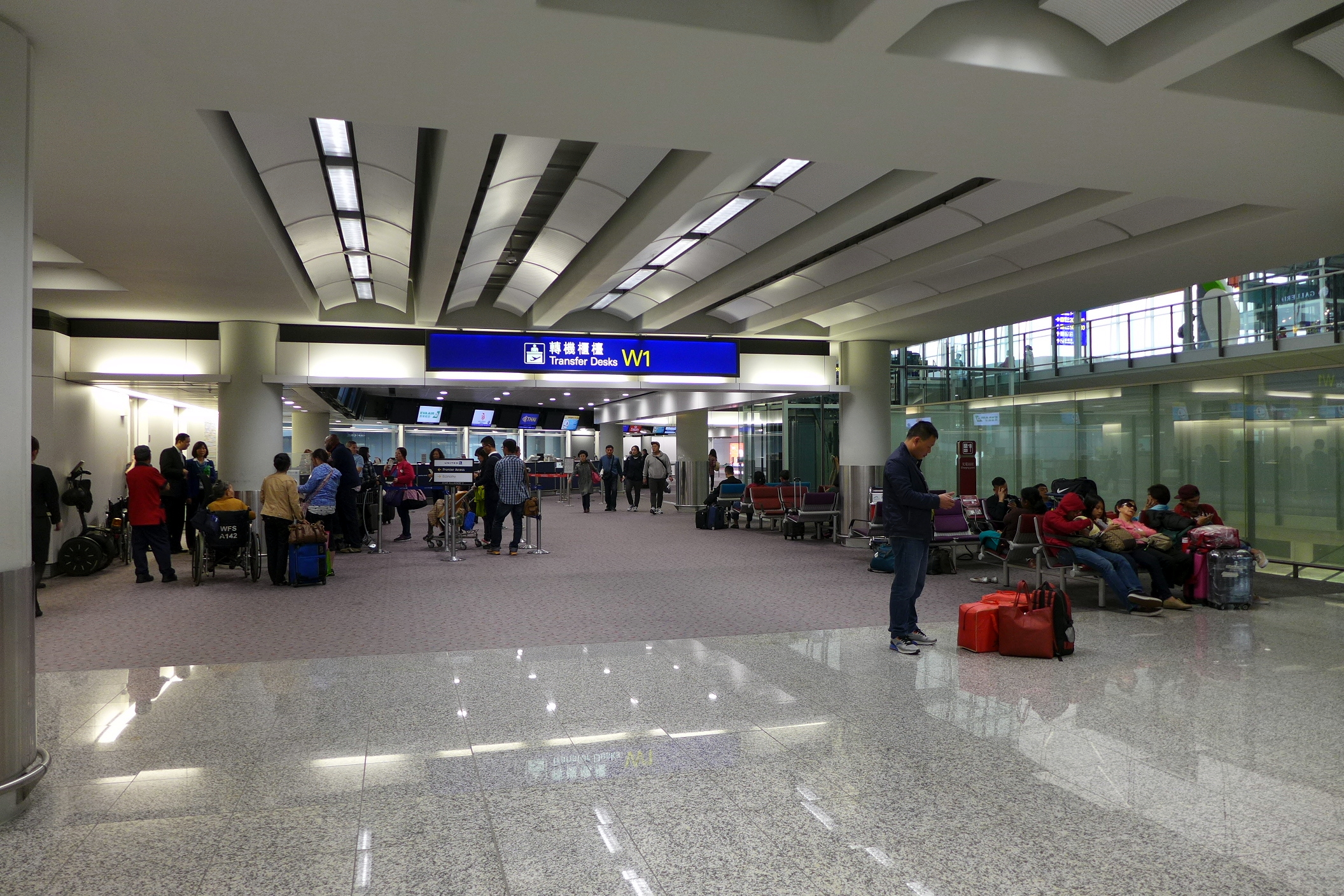
一號客運大樓轉機櫃檯（2016年）
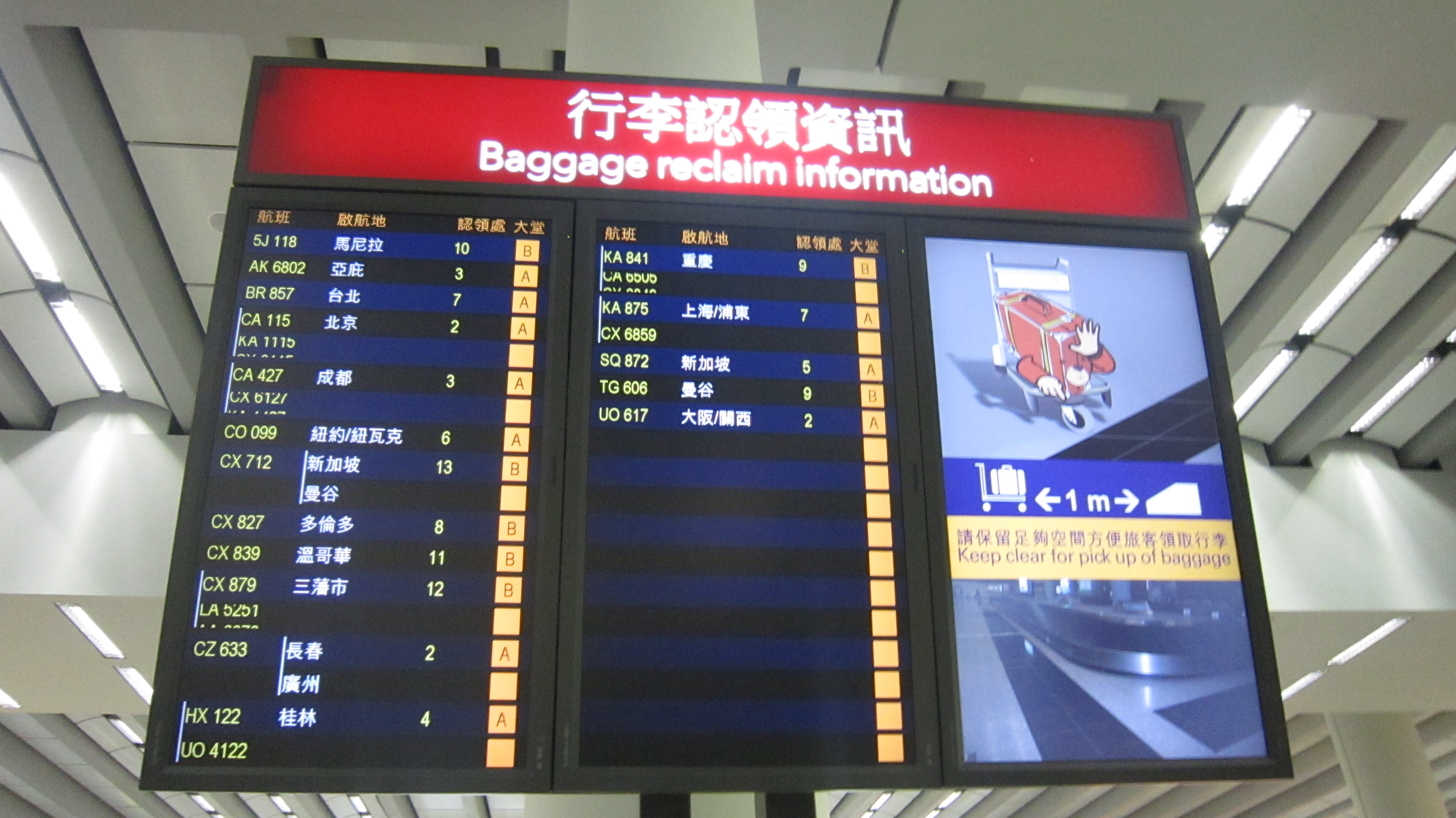
行李認領資訊告示牌（2012年）
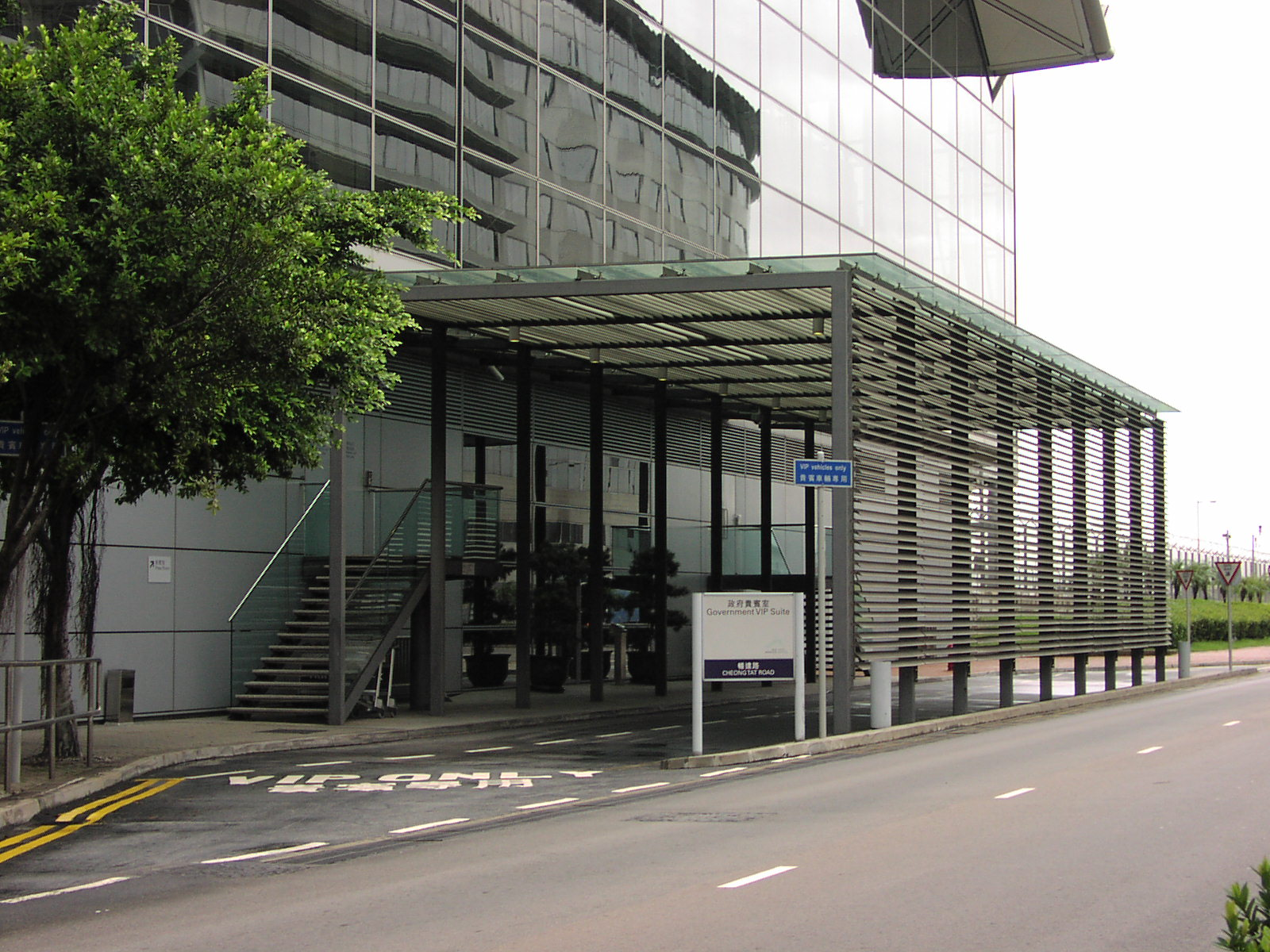
政府貴賓候機室（2007年）
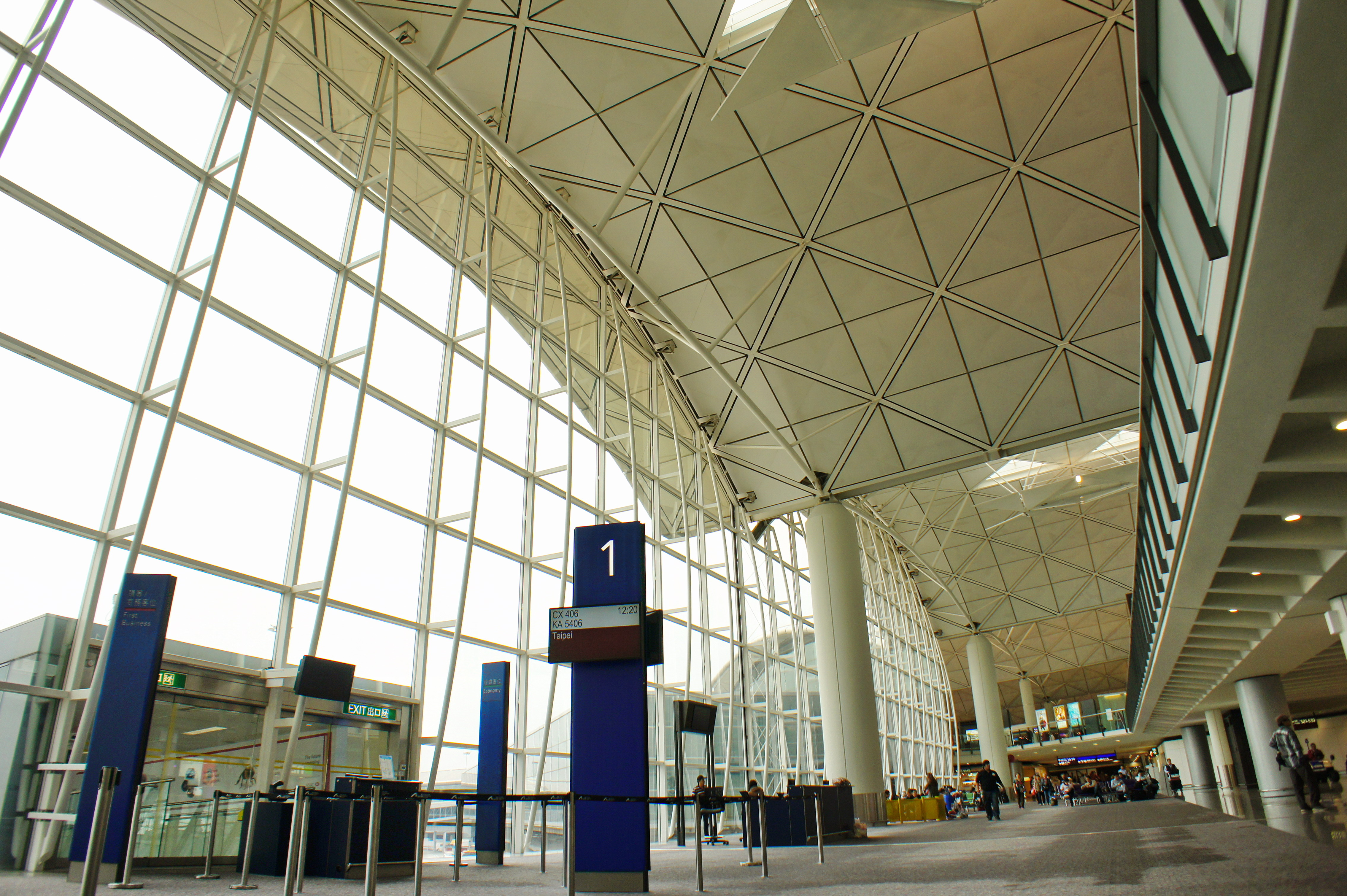
一號客運大樓近1號登機閘口（2013年）
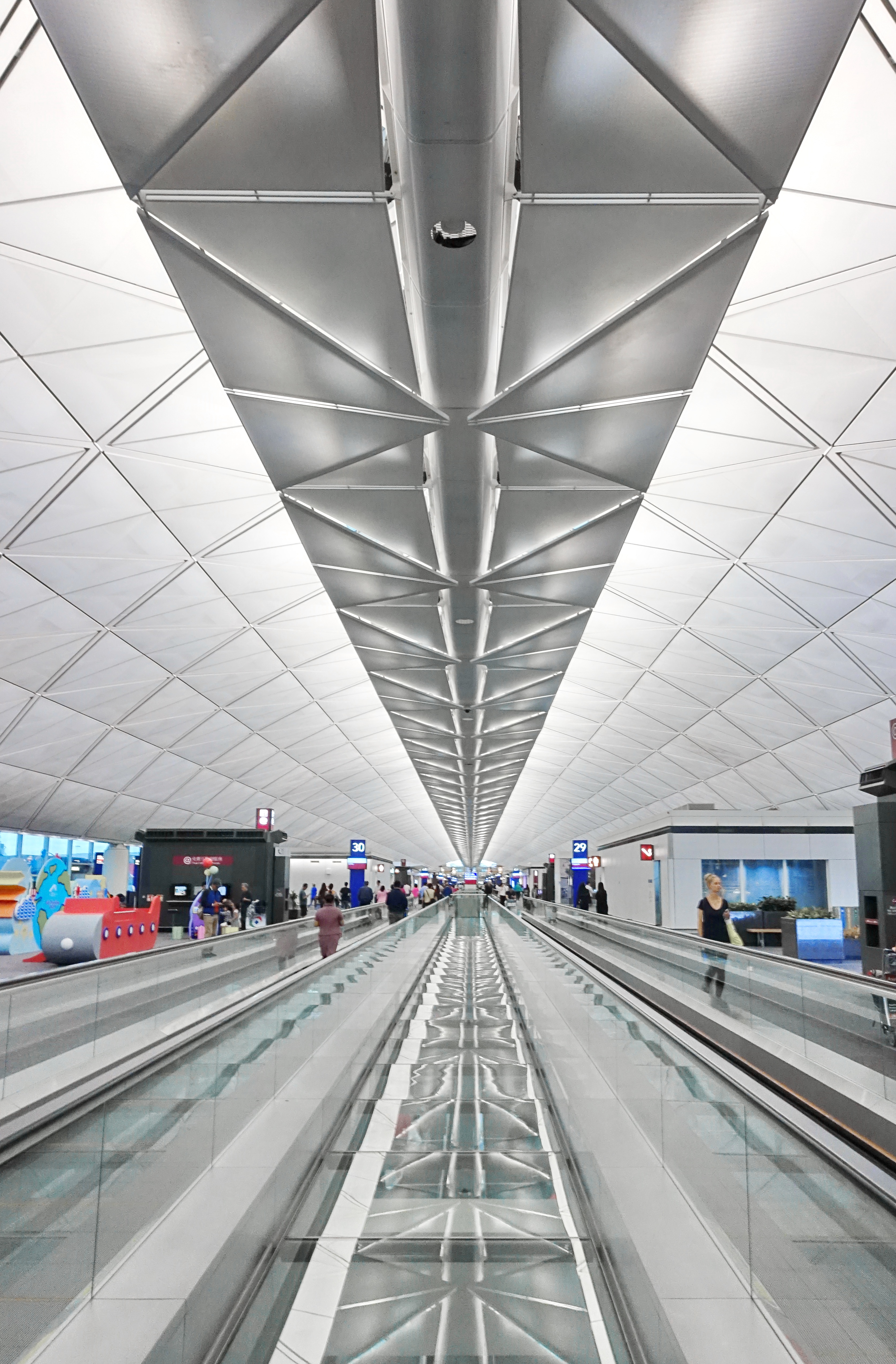
一號客運大樓登機閘口（2015年）
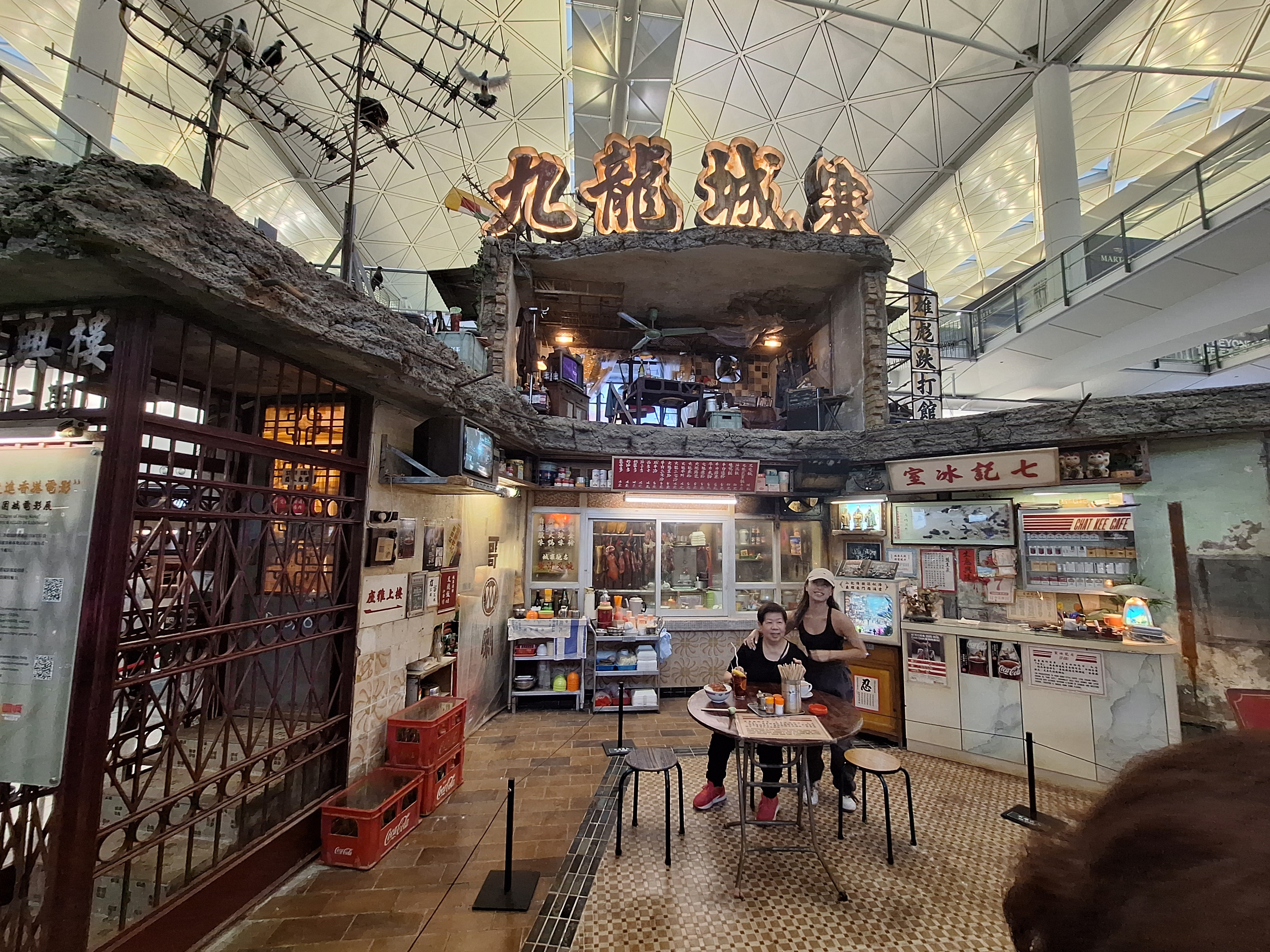
電影《九龍城寨之圍城》主題展覽（2024年）